# 秩父札所三十四観音霊場
秩父札所三十四観音霊場（ちちぶふだしょ さんじゅうよんかんのんれいじょう）とは、埼玉県秩父地方にある34か所の観音霊場の総称で、通称は秩父札所。西国三十三所、坂東三十三観音と共に日本百観音の札所にもなっている。近隣には秩父七福神も所在する。34番札所水潜寺で結願した後は、「お礼参り」として長野市の善光寺や上田市の北向観音を参拝することが慣わしとなっている。

## 歴史

### 伝承
秩父札所の起源については年代を異にした3つの説があるが、代表的なものは1234年（文暦元年）の甲午年3月18日説であり、新編武蔵風土記稿にもその記述が見られる。

### 秩父札所の確立
32番札所の法性寺に1488年（長享2年）の秩父札所番付(長享番付）が残されており、室町時代の後期には秩父札所が定着していたと考えられている。これによると当時の秩父札所は1番から33番までの33ヶ所で20番以外は全て現在とは番付が異なっている。長享番付の1番は現在17番の定林寺、33番は現在の34番の水潜寺であり、現在1番の四萬部寺は長享番付では24番、現在2番の真福寺は番付外である。その後、16世紀後半に百観音信仰の風潮がおこり西国・坂東に比べて歴史が浅く地域的にも増設の条件にも恵まれた秩父の札所が増設されて34ヶ所になり、番付も江戸からの参拝者の便を考えて現行の番付になったと考えられている。

### 江戸時代の巡礼
江戸時代に入ってから、秩父札所は多くの江戸庶民の観音信仰巡礼の聖地として賑いをみせた。江戸から秩父へは距離が近くその間に関所も無いため、短い日数・少ない費用で巡礼出来ることがその要因の一つであり、元禄期になると経済力を持った江戸の町人達が観音巡礼の名のもとに秩父を訪れるようになった。またこの時期江戸での出開帳が行われ、1678年（延宝6年）の札所20番岩之上堂を皮切りに、18番神門寺、14番今宮坊と次々に札所が出開帳を行い、1764年（明和元年）には、護国寺を会場に秩父札所惣出開帳が行われた。この時の記録によると将軍家治の代参のほか、諸大名、大奥女中、旗本などの参詣もあり、秩父札所の声価は高まり、その後も何回かの惣出開帳が実施されている。そのほか、秩父現地での「午歳総開帳」があり、参詣者も平常年の何倍にものぼった。1750年（寛延3年）総開帳の年の名主報告によると、この年の1月～3月の間には4～5万人の参詣者があったと記録されている。

## 地理
1番四萬部寺から34番水潜寺まで、秩父の静寂な山村と自然の風光のを背景とした一巡約100km程の巡礼道である。また、その地理的条件のため札所の寺院は地元にしっかりした檀家組織を持たず巡礼者の存在に頼っているものが多い。例えば、札所1番四萬部寺の現在の観音堂は1697年（元禄10年）に江戸の田丸屋治兵衛の助成で建立されたものであり、宝暦の大改修も江戸浅草講中の助成によって成し遂げられたものある。また、札所4番金昌寺の石仏寄進者の出自を見ても江戸の商人が圧倒的に多い。

## 行事

### 午年総開帳
札所本尊の観音像は通常は秘仏として厨子に納められ、その扉は閉じられているが、開帳の際はその厨子の扉が開かれる。また、観音像に結ばれた御手綱と呼ばれる綱に触れることにより本尊の功徳を受けることが出来ると言われている。12年に一度、午年に全ての札所の厨子の扉が開かれ、これを午年総開帳と称する。午年に総開帳が行われるのは、馬が観音の眷属であるから、あるいは秩父札所の開創が1234年（文暦元年）の甲午年であるからなどといわれている。次回は令和8年（2026年）丙午年である。

## 秩父札所三十四観音霊場の一覧
| 番 | 長享 | 山号   | 山号の読み       | 寺号     | 寺号の読み          | 札所本尊         | 宗派           | 所在地               |
| -- | ---- | ------ | ---------------- | -------- | ------------------- | ---------------- | -------------- | -------------------- |
| 1  | 24   | 誦経山 | ずきょうさん     | 四萬部寺 | しまぶじ            | 聖観世音菩薩     | 曹洞宗         | 埼玉県秩父市         |
| 2  | 番外 | 大棚山 | おおだなさん     | 真福寺   | しんぷくじ          | 聖観世音菩薩     | 曹洞宗         | 埼玉県秩父市         |
| 3  | 23   | 岩本山 | いわもとさん     | 常泉寺   | じょうせんじ        | 聖観世音菩薩     | 曹洞宗         | 埼玉県秩父市         |
| 4  | 25   | 高谷山 | こうこくさん     | 金昌寺   | きんしょうじ        | 十一面観世音菩薩 | 曹洞宗         | 埼玉県秩父市         |
| 5  | 26   | 小川山 | おがわさん       | 語歌堂   | ごかどう            | 准胝観世音菩薩   | 臨済宗南禅寺派 | 埼玉県秩父郡横瀬町   |
| 6  | 30   | 向陽山 | こうようさん     | 卜雲寺   | ぼくうんじ          | 聖観世音菩薩     | 曹洞宗         | 埼玉県秩父郡横瀬町   |
| 7  | 32   | 青苔山 | せいたいさん     | 法長寺   | ほうちょうじ        | 十一面観世音菩薩 | 曹洞宗         | 埼玉県秩父郡横瀬町   |
| 8  | 31   | 清泰山 | せいたいさん     | 西善寺   | さいぜんじ          | 十一面観世音菩薩 | 臨済宗南禅寺派 | 埼玉県秩父郡横瀬町   |
| 9  | 29   | 明星山 | みょうじょうさん | 明智寺   | あけちじ あけちでら | 如意輪観世音菩薩 | 臨済宗南禅寺派 | 埼玉県秩父郡横瀬町   |
| 10 | 27   | 萬松山 | ばんしょうざん   | 大慈寺   | だいじじ            | 聖観世音菩薩     | 曹洞宗         | 埼玉県秩父郡横瀬町   |
| 11 | 28   | 南石山 | なんせきざん     | 常楽寺   | じょうらくじ        | 十一面観世音菩薩 | 曹洞宗         | 埼玉県秩父市         |
| 12 | 5    | 仏道山 | ぶつどうさん     | 野坂寺   | のさかじ のさかでら | 聖観世音菩薩     | 臨済宗南禅寺派 | 埼玉県秩父市         |
| 13 | 4    | 旗下山 | きかざん         | 慈眼寺   | じげんじ            | 聖観世音菩薩     | 曹洞宗         | 埼玉県秩父市         |
| 14 | 3    | 長岳山 | ちょうがくさん   | 今宮坊   | いまみやぼう        | 聖観世音菩薩     | 臨済宗南禅寺派 | 埼玉県秩父市         |
| 15 | 2    | 母巣山 | ははそさん       | 少林寺   | しょうりんじ        | 十一面観世音菩薩 | 臨済宗建長寺派 | 埼玉県秩父市         |
| 16 | 13   | 無量山 | むりょうさん     | 西光寺   | さいこうじ          | 千手観世音菩薩   | 真言宗豊山派   | 埼玉県秩父市         |
| 17 | 1    | 実正山 | じっしょうざん   | 定林寺   | じょうりんじ        | 十一面観世音菩薩 | 曹洞宗         | 埼玉県秩父市         |
| 18 | 22   | 白道山 | はくどうざん     | 神門寺   | ごうどじ            | 聖観世音菩薩     | 曹洞宗         | 埼玉県秩父市         |
| 19 | 21   | 飛渕山 | ひえんざん       | 龍石寺   | りゅうせきじ        | 千手観世音菩薩   | 曹洞宗         | 埼玉県秩父市         |
| 20 | 20   | 法王山 | ほうおうざん     | 岩之上堂 | いわのうえどう      | 聖観世音菩薩     | 臨済宗南禅寺派 | 埼玉県秩父市         |
| 21 | 19   | 要光山 | ようこうざん     | 観音寺   | かんのんじ          | 聖観世音菩薩     | 真言宗豊山派   | 埼玉県秩父市         |
| 22 | 18   | 華台山 | かたいさん       | 童子堂   | どうじどう          | 聖観世音菩薩     | 真言宗豊山派   | 埼玉県秩父市         |
| 23 | 14   | 松風山 | しょうふうざん   | 音楽寺   | おんがくじ          | 聖観世音菩薩     | 臨済宗南禅寺派 | 埼玉県秩父市         |
| 24 | 12   | 光智山 | こうちさん       | 法泉寺   | ほうせんじ          | 聖観世音菩薩     | 臨済宗南禅寺派 | 埼玉県秩父市         |
| 25 | 11   | 岩谷山 | いわやさん       | 久昌寺   | きゅうしょうじ      | 聖観世音菩薩     | 曹洞宗         | 埼玉県秩父市         |
| 26 | 6    | 萬松山 | ばんしょうざん   | 圓融寺   | えんゆうじ          | 聖観世音菩薩     | 臨済宗建長寺派 | 埼玉県秩父市         |
| 27 | 7    | 龍河山 | りゅうがさん     | 大渕寺   | だいえんじ          | 聖観世音菩薩     | 曹洞宗         | 埼玉県秩父市         |
| 28 | 8    | 石龍山 | せきりゅうざん   | 橋立堂   | はしだてどう        | 馬頭観世音菩薩   | 曹洞宗         | 埼玉県秩父市         |
| 29 | 9    | 笹戸山 | ささどさん       | 長泉院   | ちょうせんいん      | 聖観世音菩薩     | 曹洞宗         | 埼玉県秩父市         |
| 30 | 10   | 瑞龍山 | ずいりゅうさん   | 法雲寺   | ほううんじ          | 如意輪観世音菩薩 | 臨済宗建長寺派 | 埼玉県秩父市         |
| 31 | 16   | 鷲窟山 | しゅうくつさん   | 観音院   | かんのんいん        | 聖観世音菩薩     | 曹洞宗         | 埼玉県秩父郡小鹿野町 |
| 32 | 15   | 般若山 | はんにゃさん     | 法性寺   | ほうしょうじ        | 聖観世音菩薩     | 曹洞宗         | 埼玉県秩父郡小鹿野町 |
| 33 | 17   | 延命山 | えんめいさん     | 菊水寺   | きくすいじ          | 聖観世音菩薩     | 曹洞宗         | 埼玉県秩父市         |
| 34 | 33   | 日沢山 | にったくさん     | 水潜寺   | すいせんじ          | 千手観世音菩薩   | 曹洞宗         | 埼玉県秩父郡皆野町   |

### 納経所
札所によっては無人の所もある。納経は下記の寺院で行われる。
- 2番納経所 - 光明寺
- 5番納経所 - 長興寺
- 28番納経所（冬期休業） - 27番大渕寺

## ギャラリー

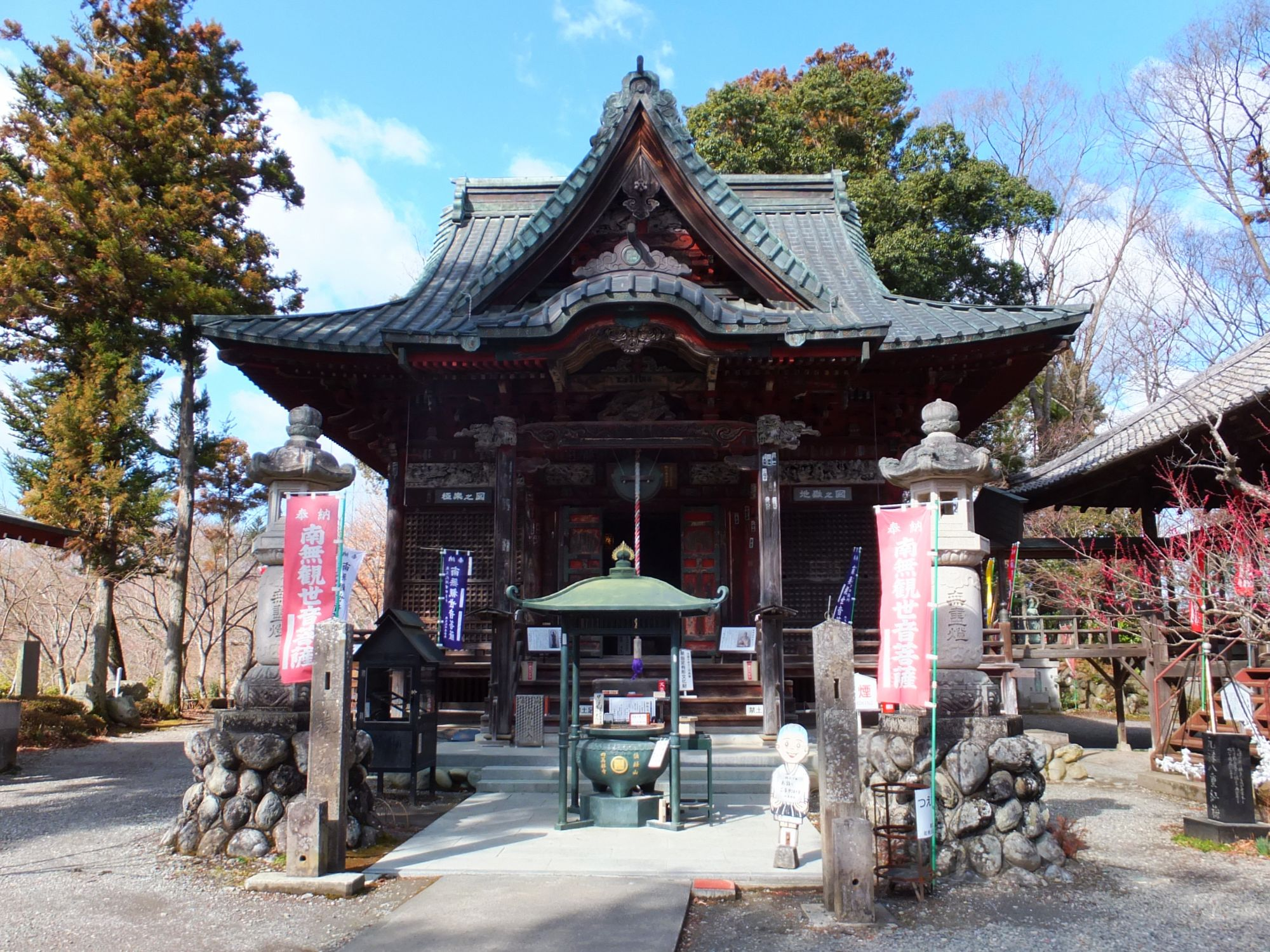
1番 四萬部寺
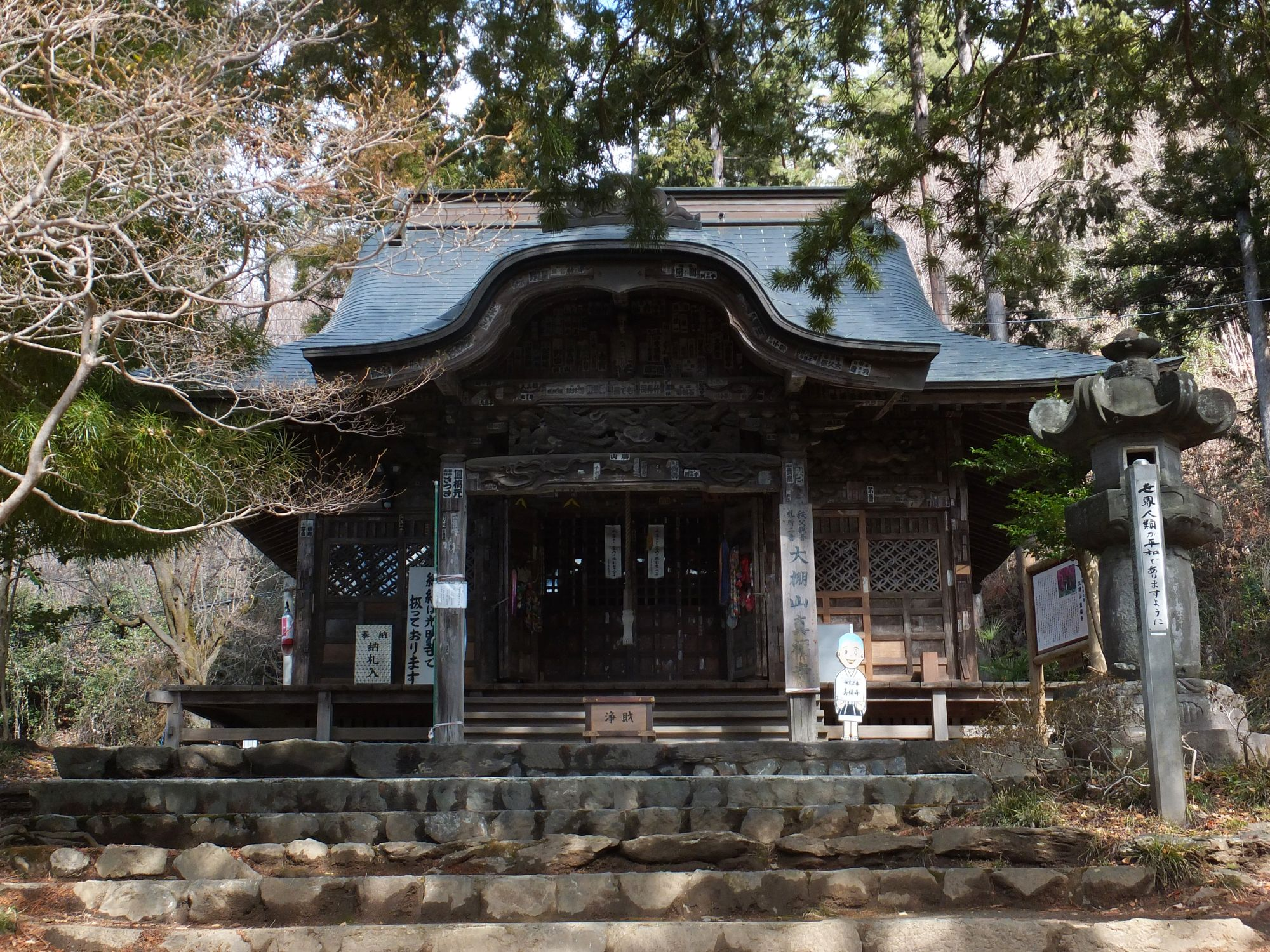
2番 真福寺
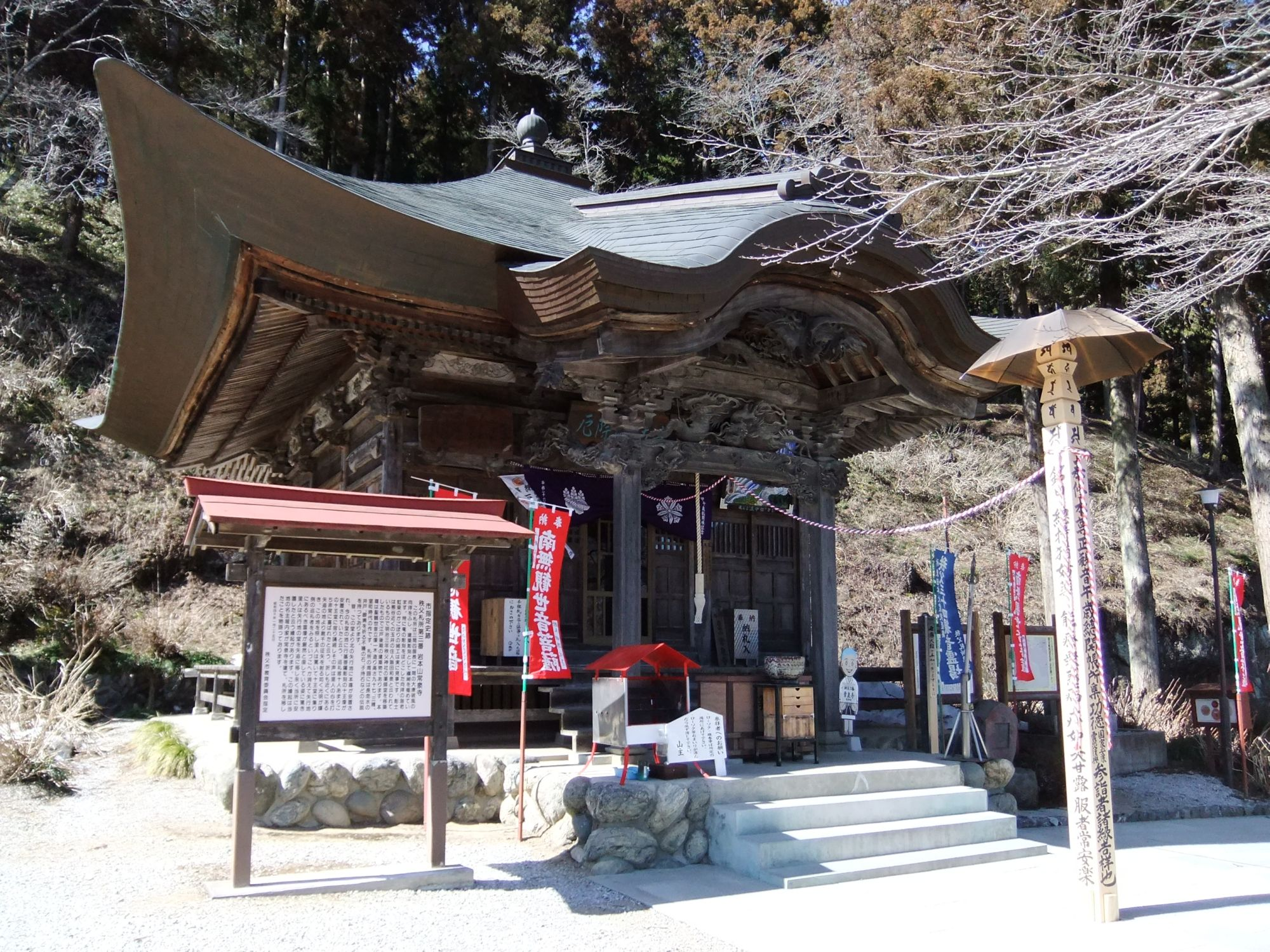
3番 常泉寺
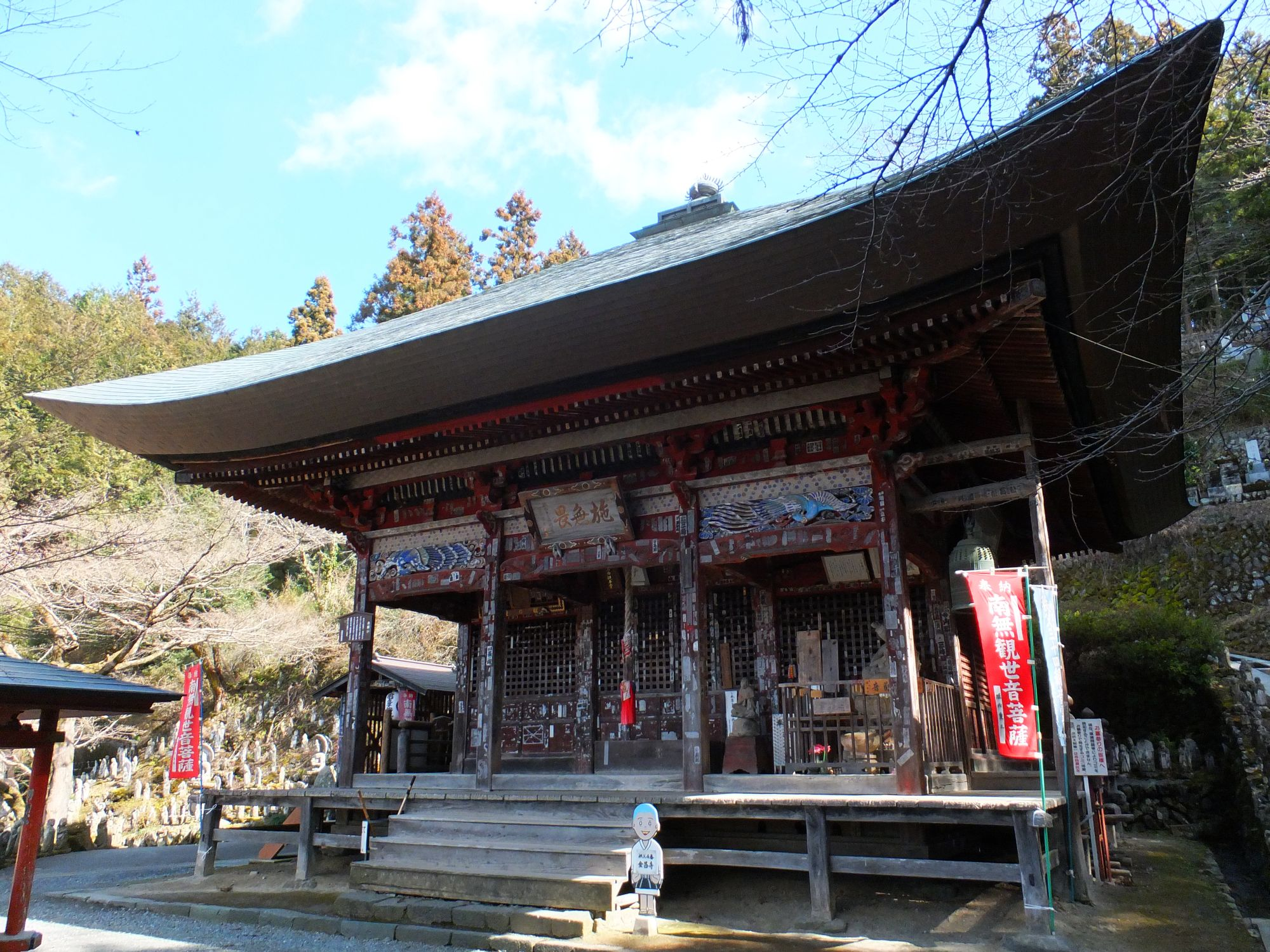
4番 金昌寺
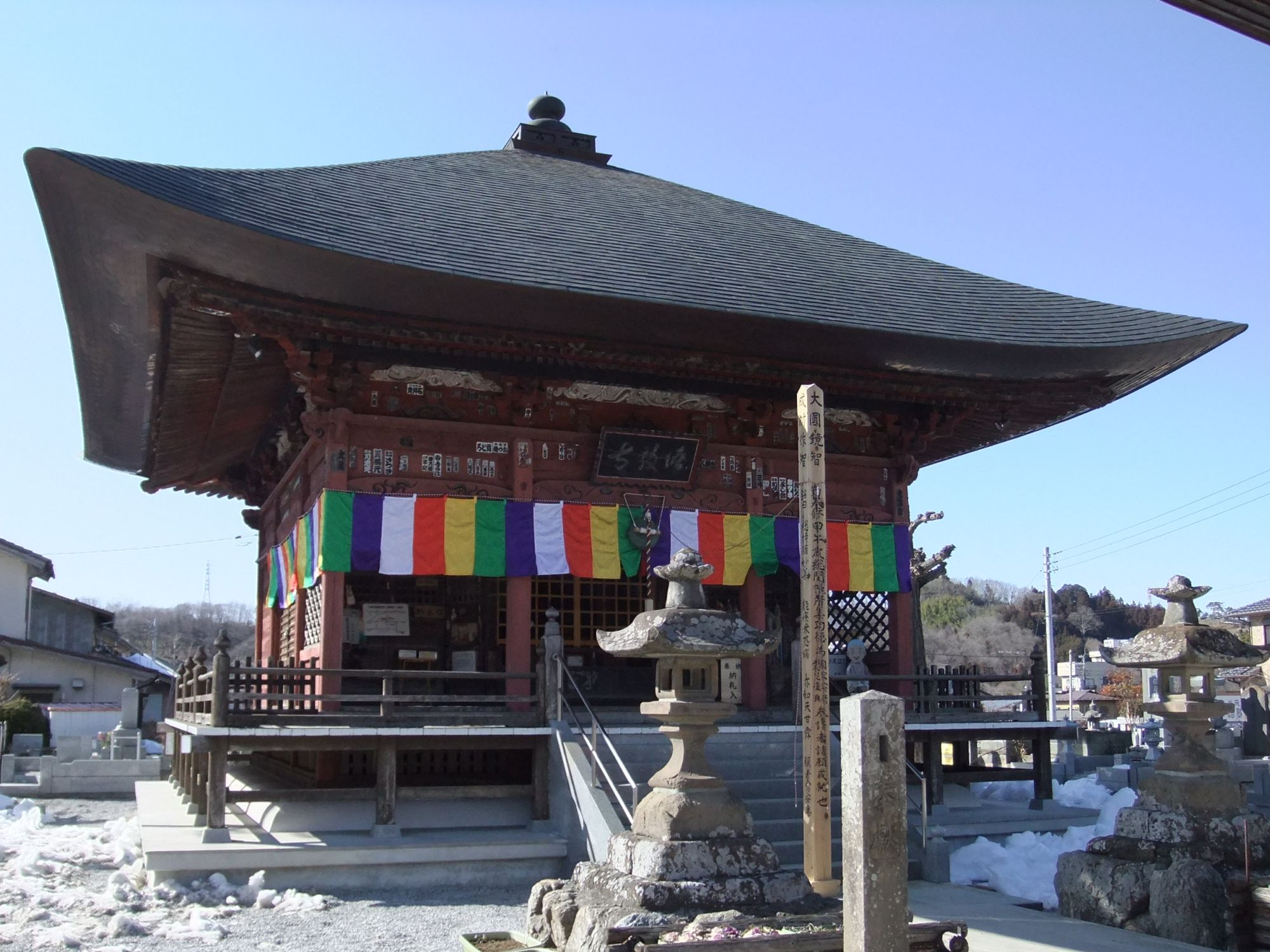
5番 語歌堂
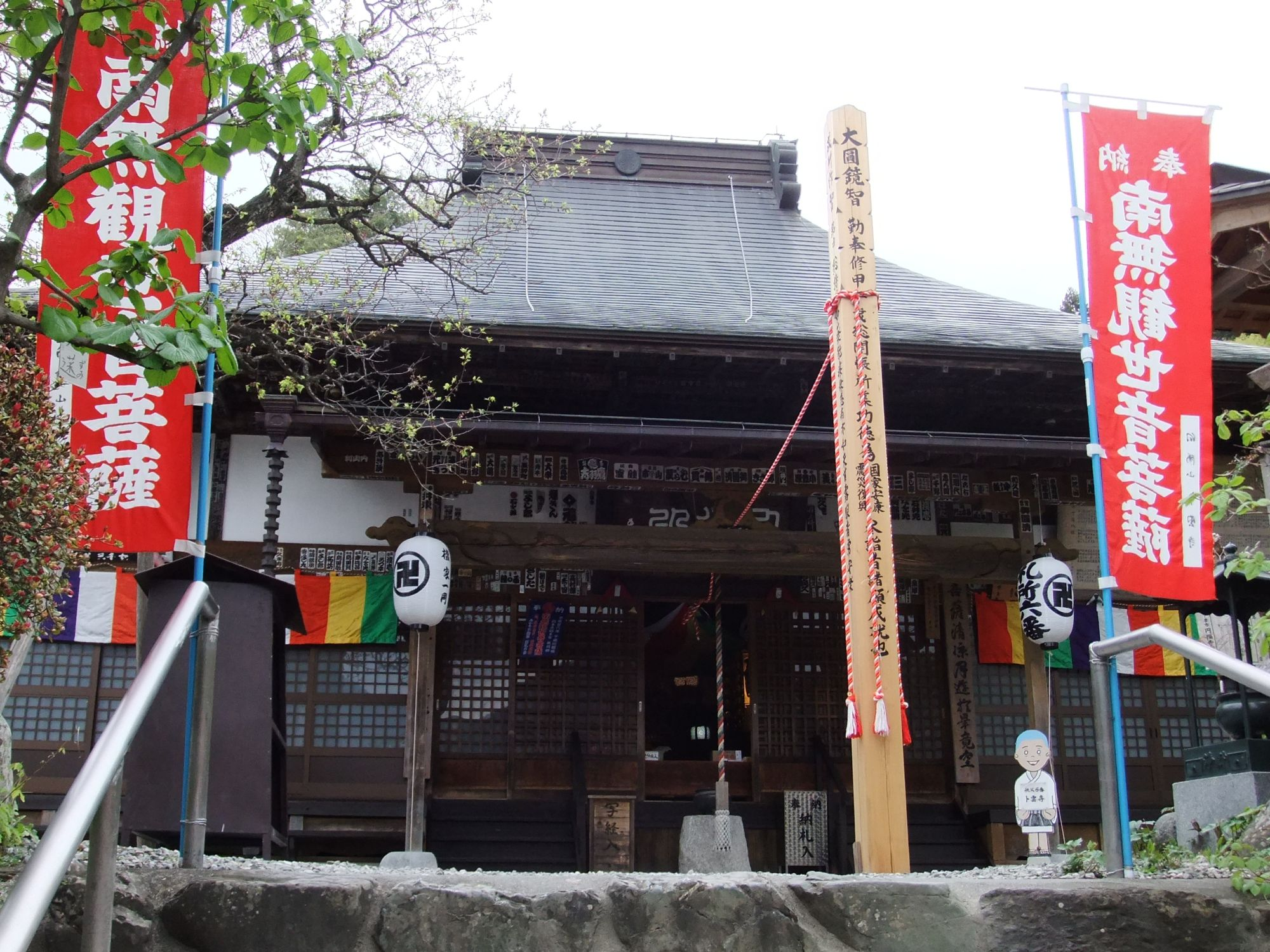
6番 卜雲寺
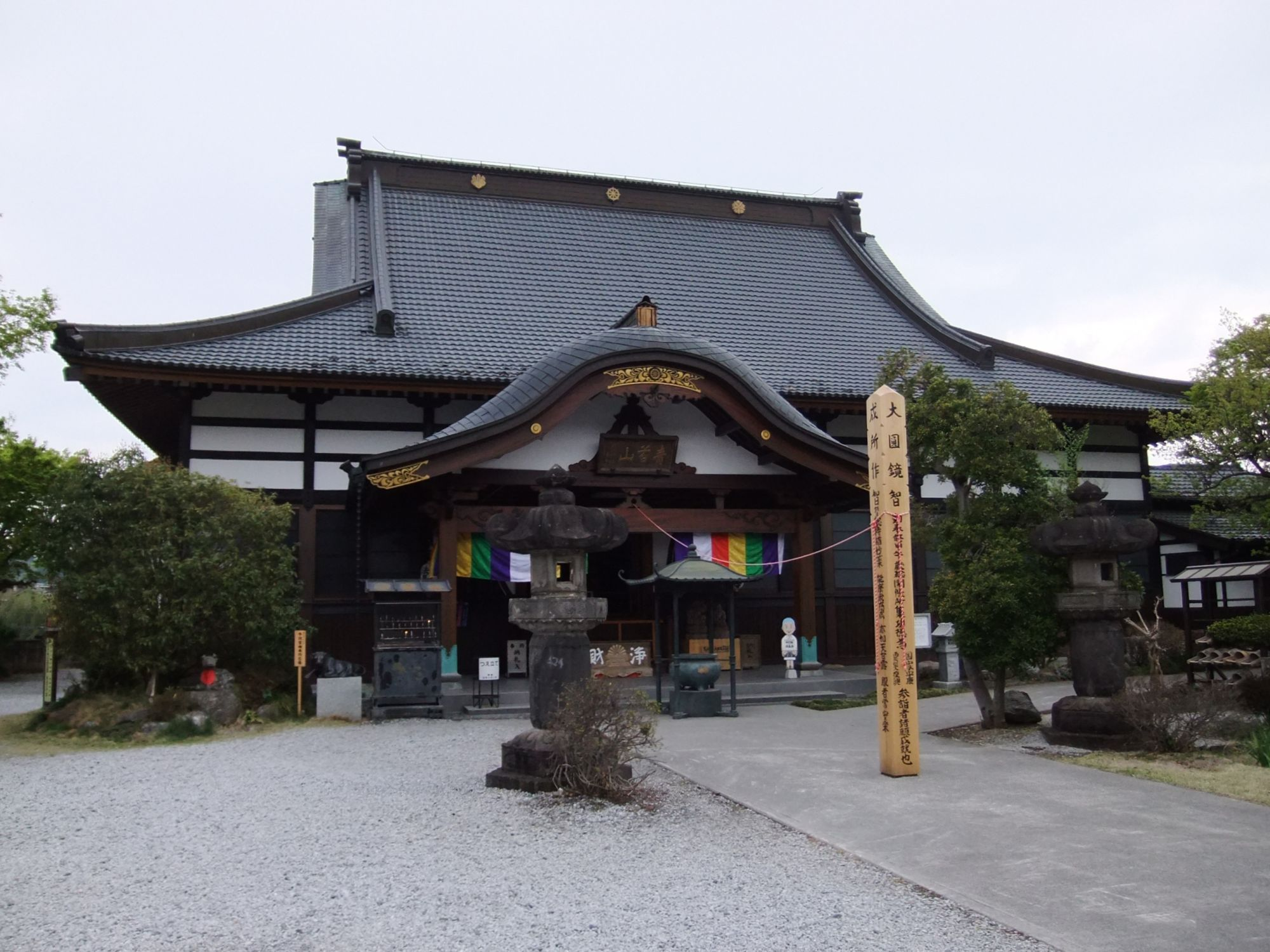
7番 法長寺
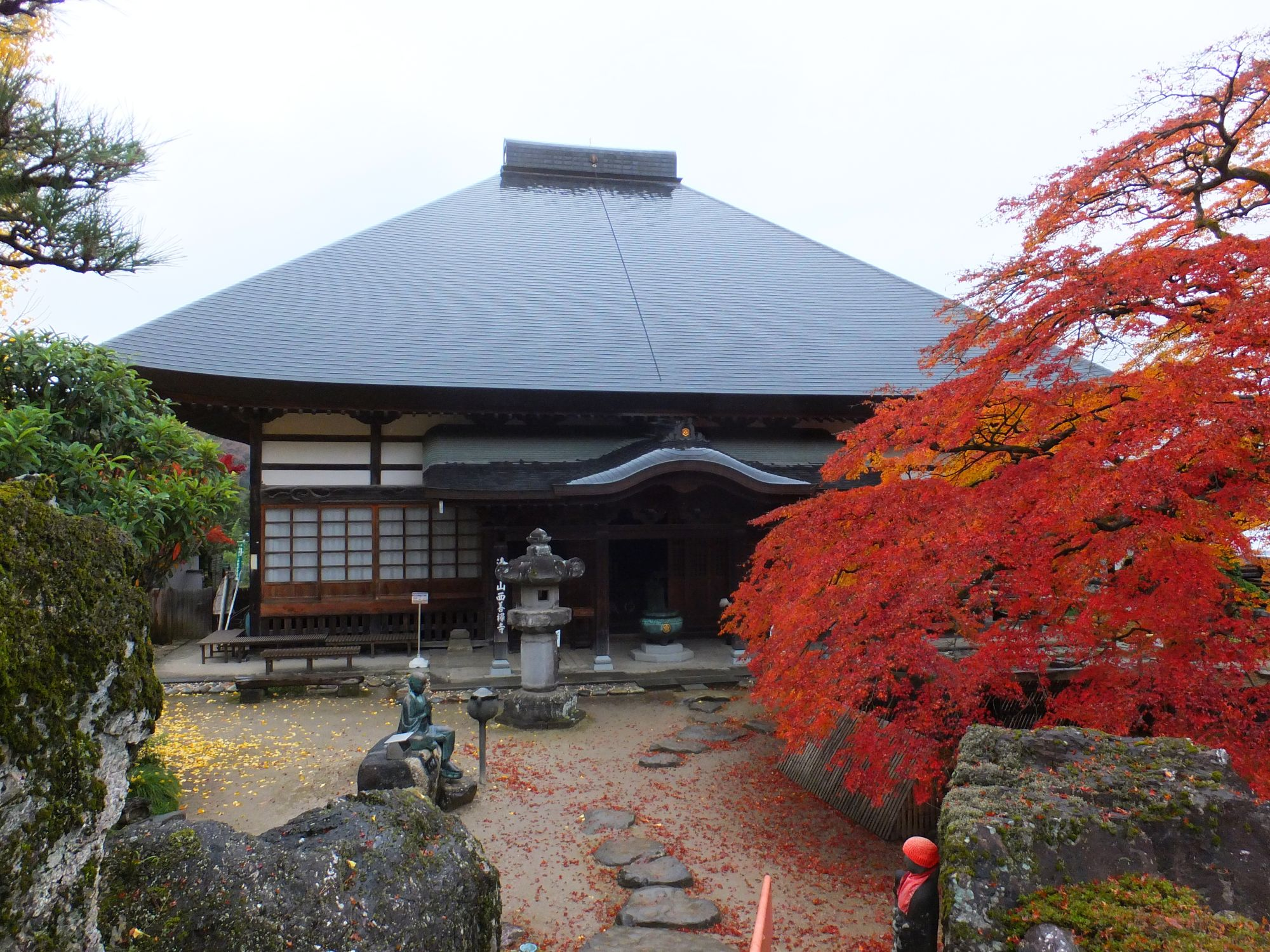
8番 西善寺
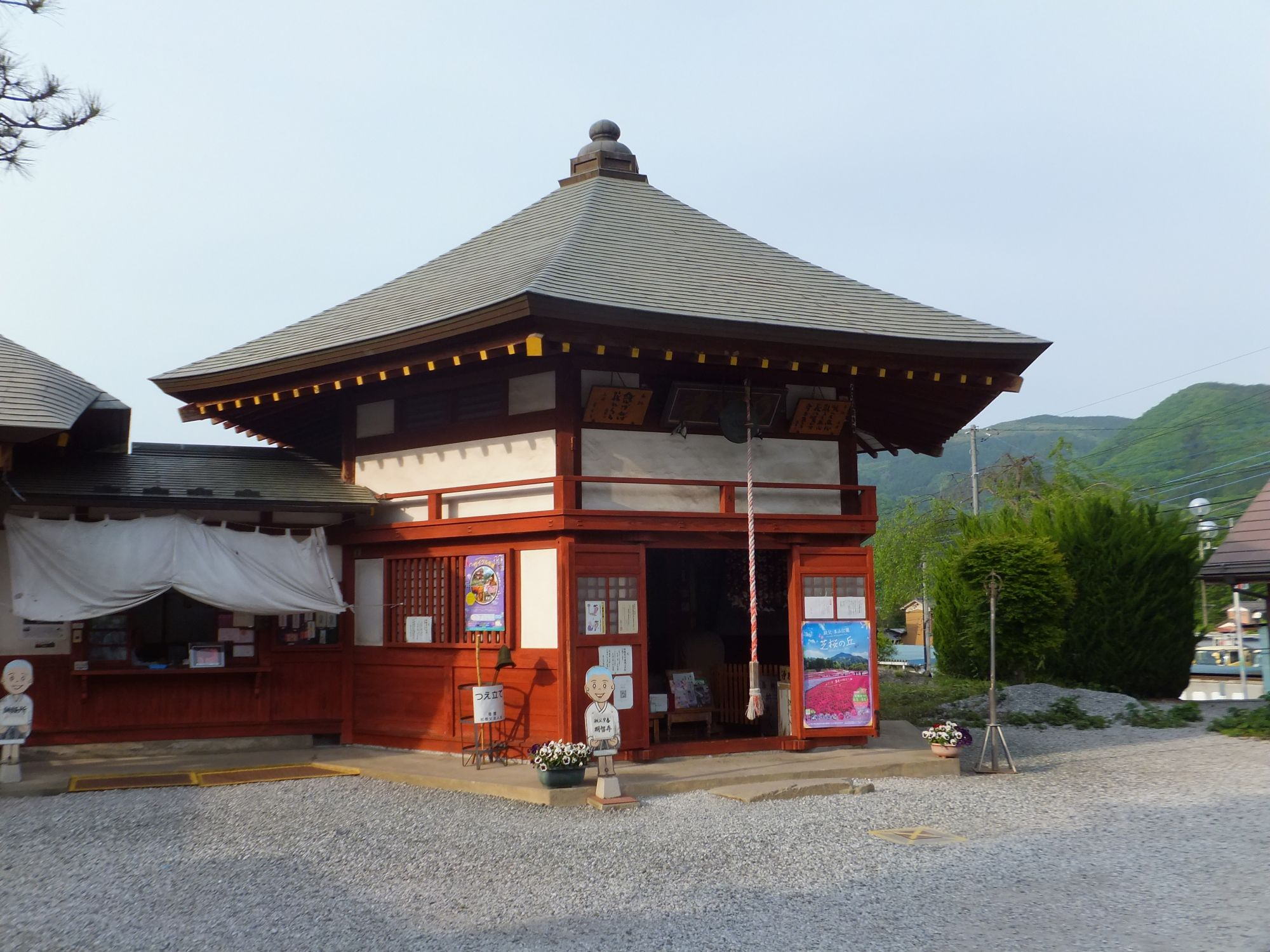
9番 明智寺
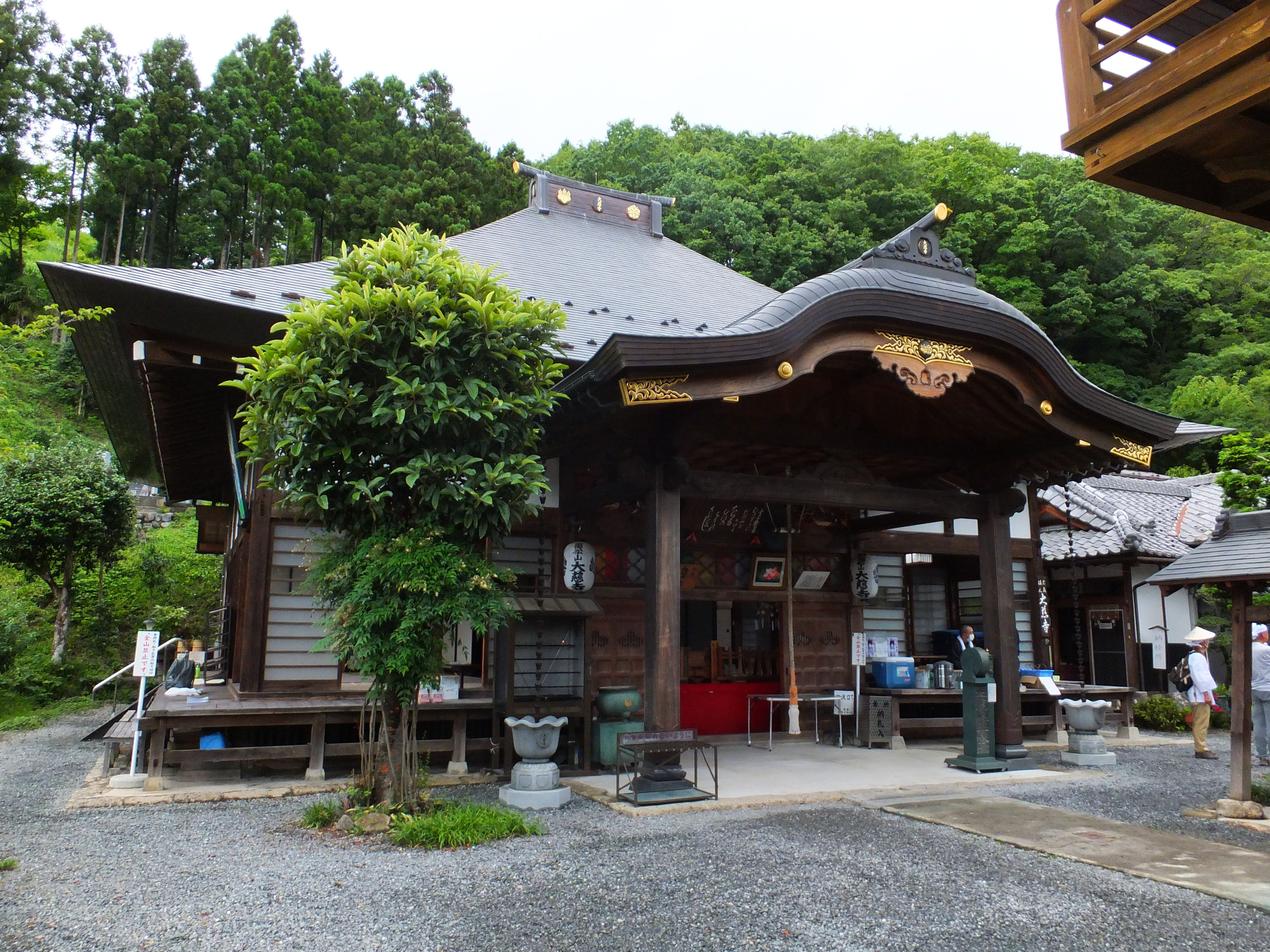
10番 大慈寺
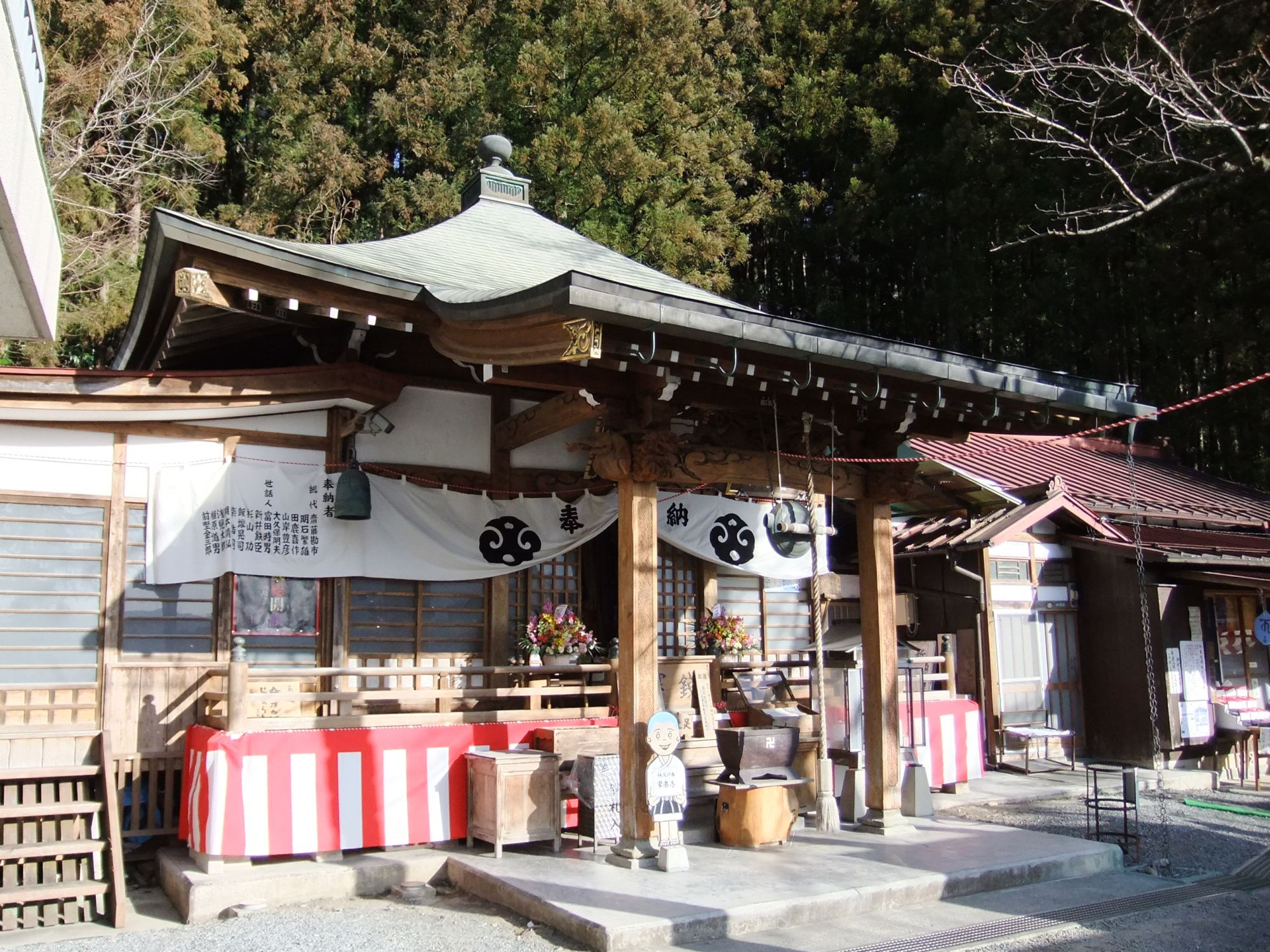
11番 常楽寺
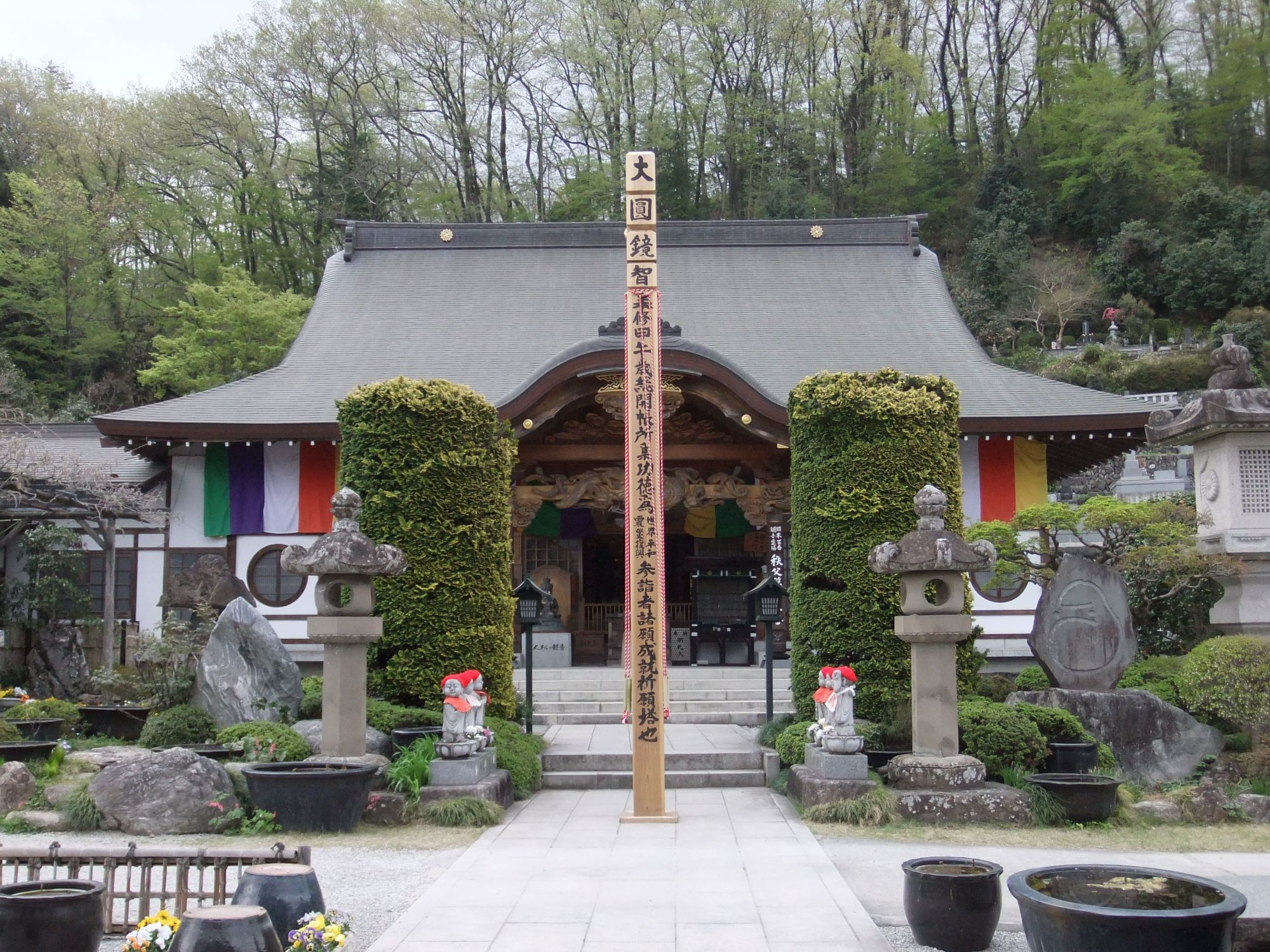
12番 野坂寺
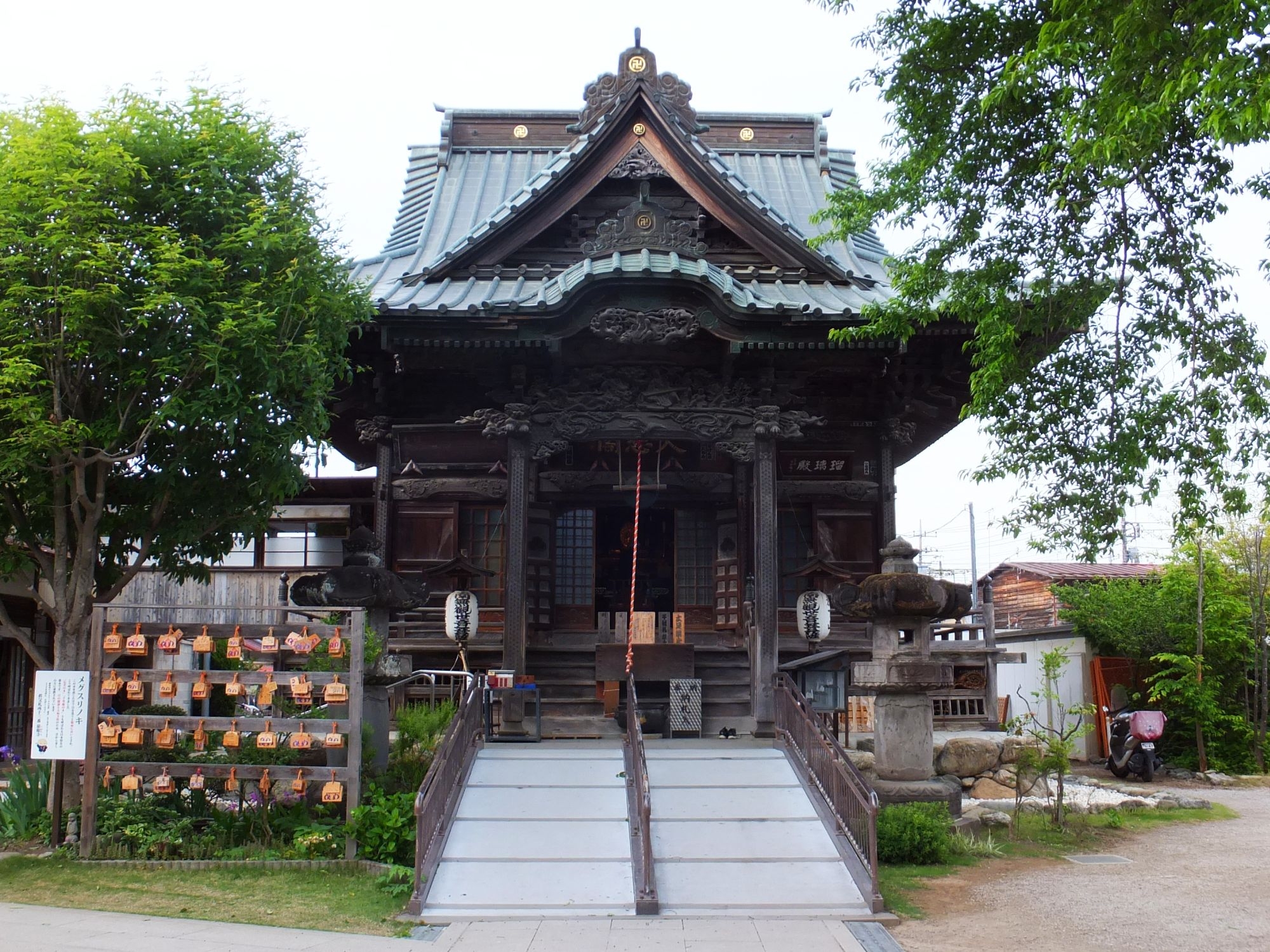
13番 慈眼寺
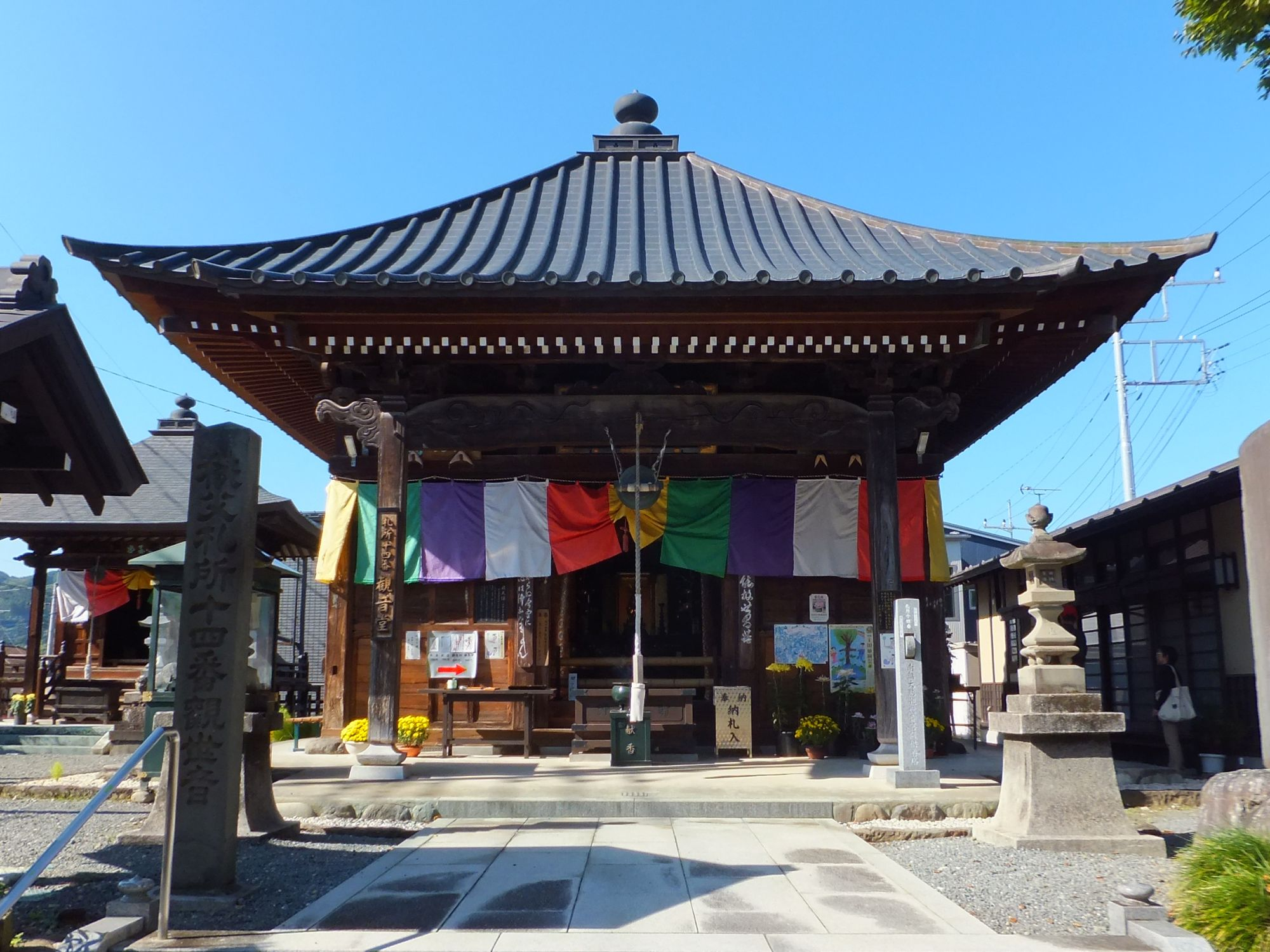
14番 今宮坊
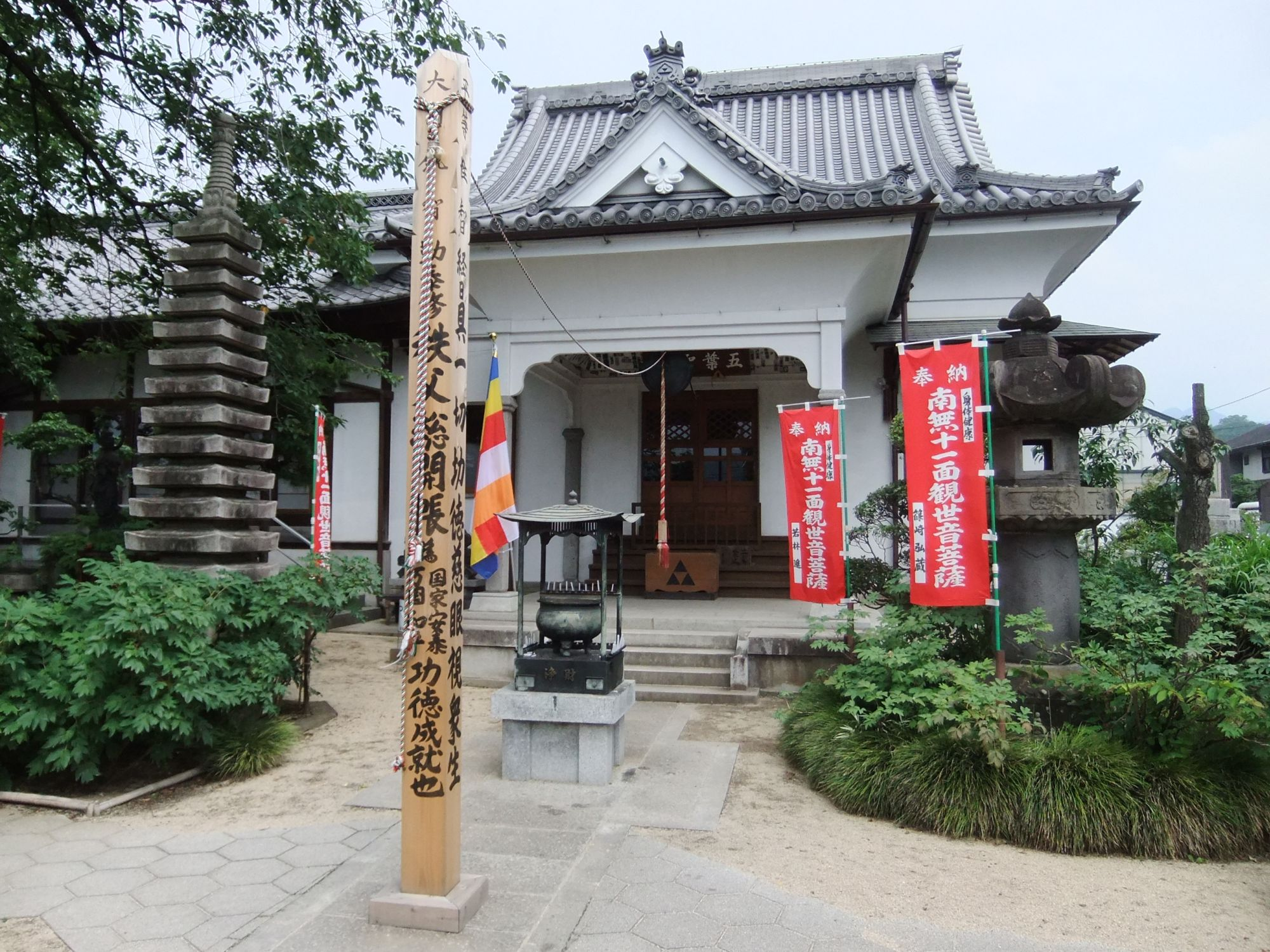
15番 少林寺
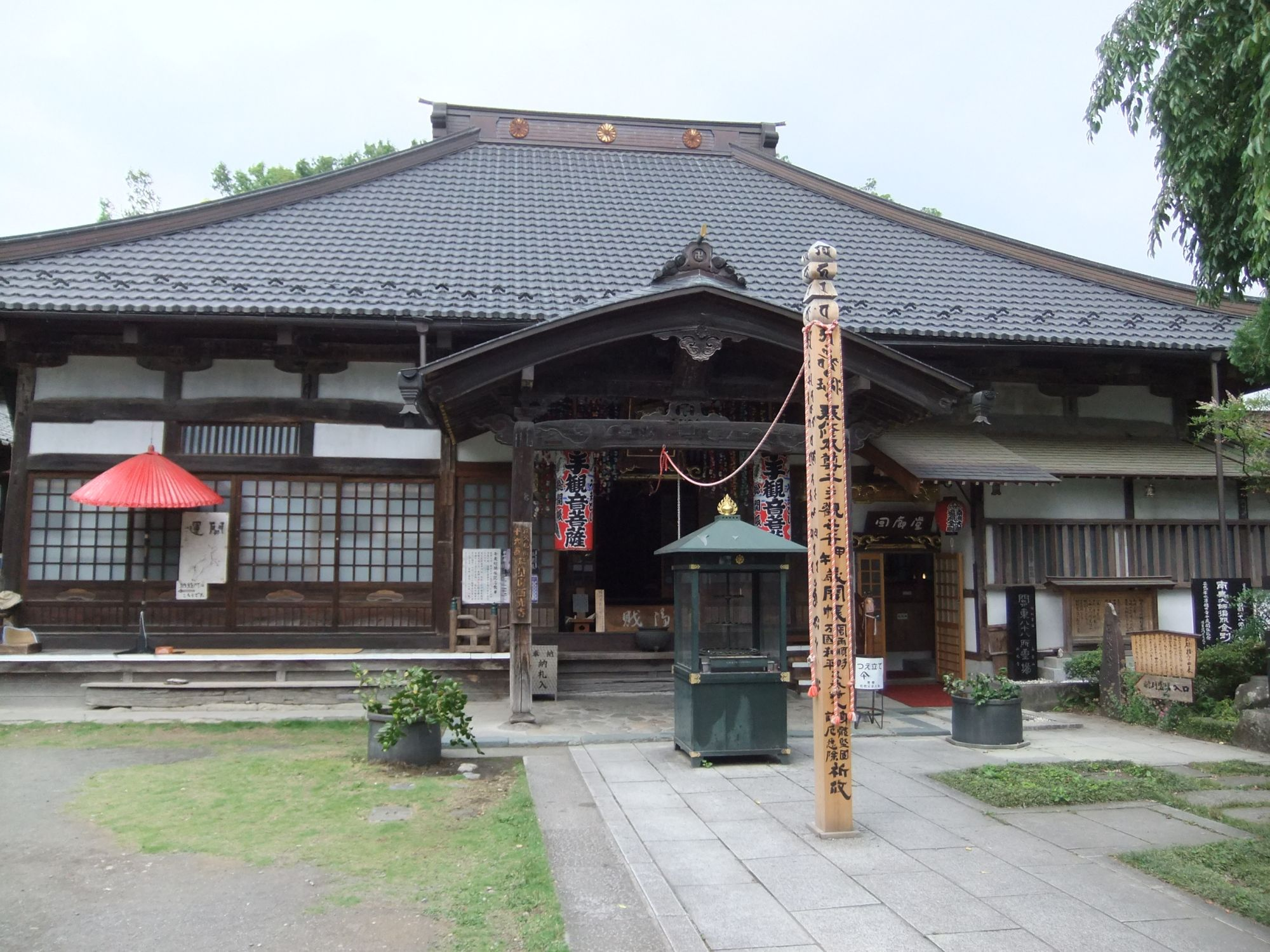
16番 西光寺
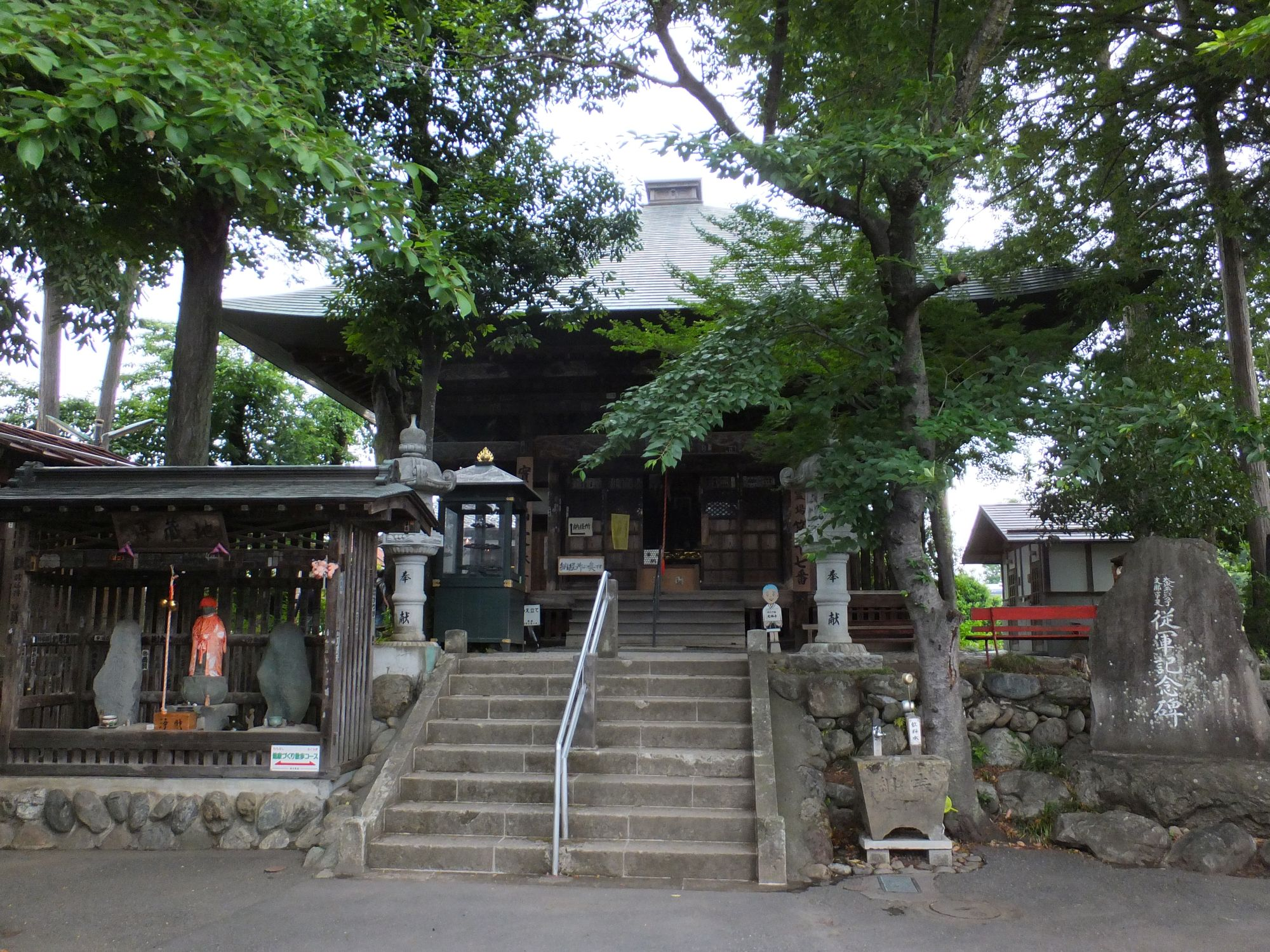
17番 定林寺
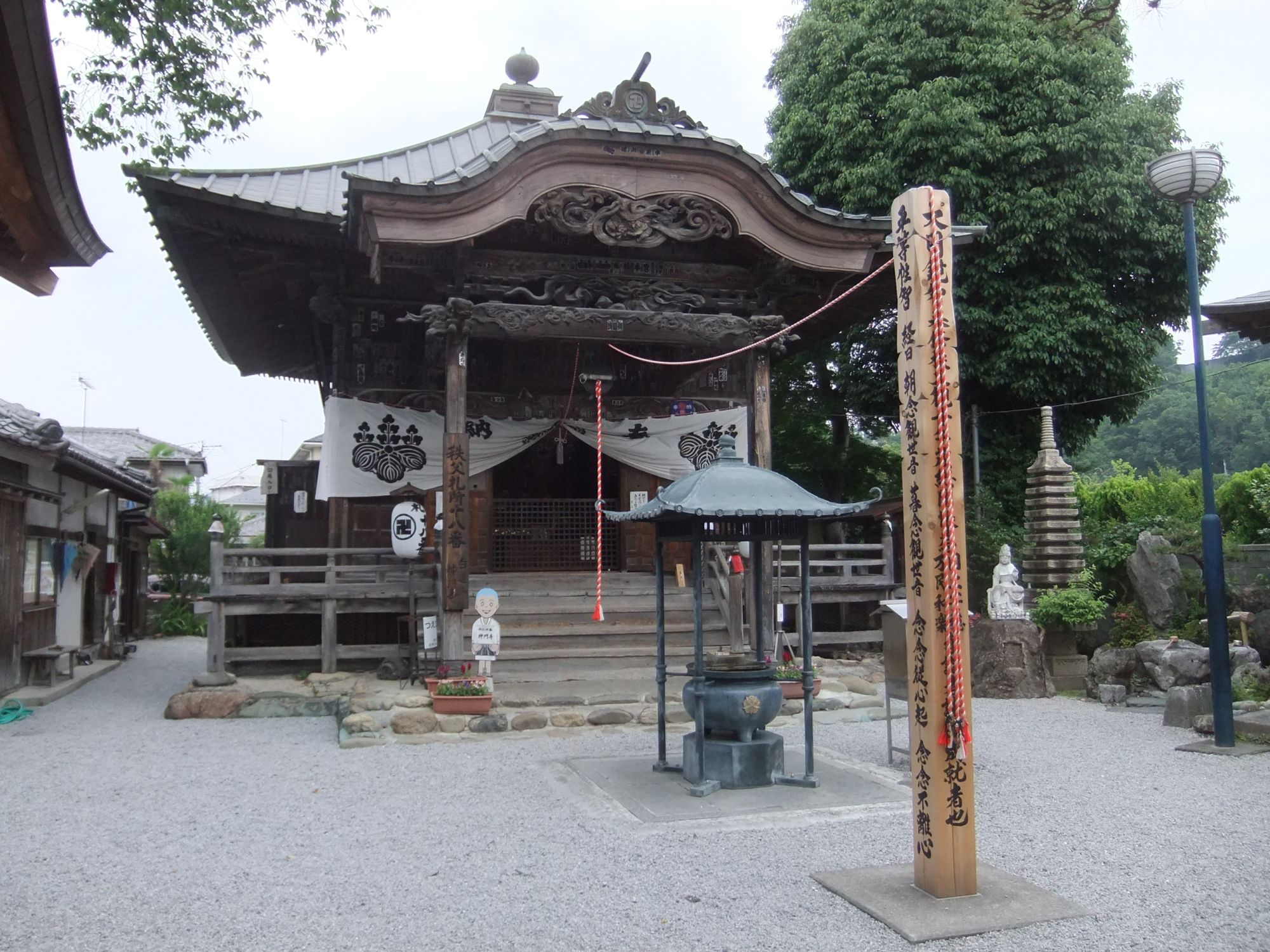
18番 神門寺
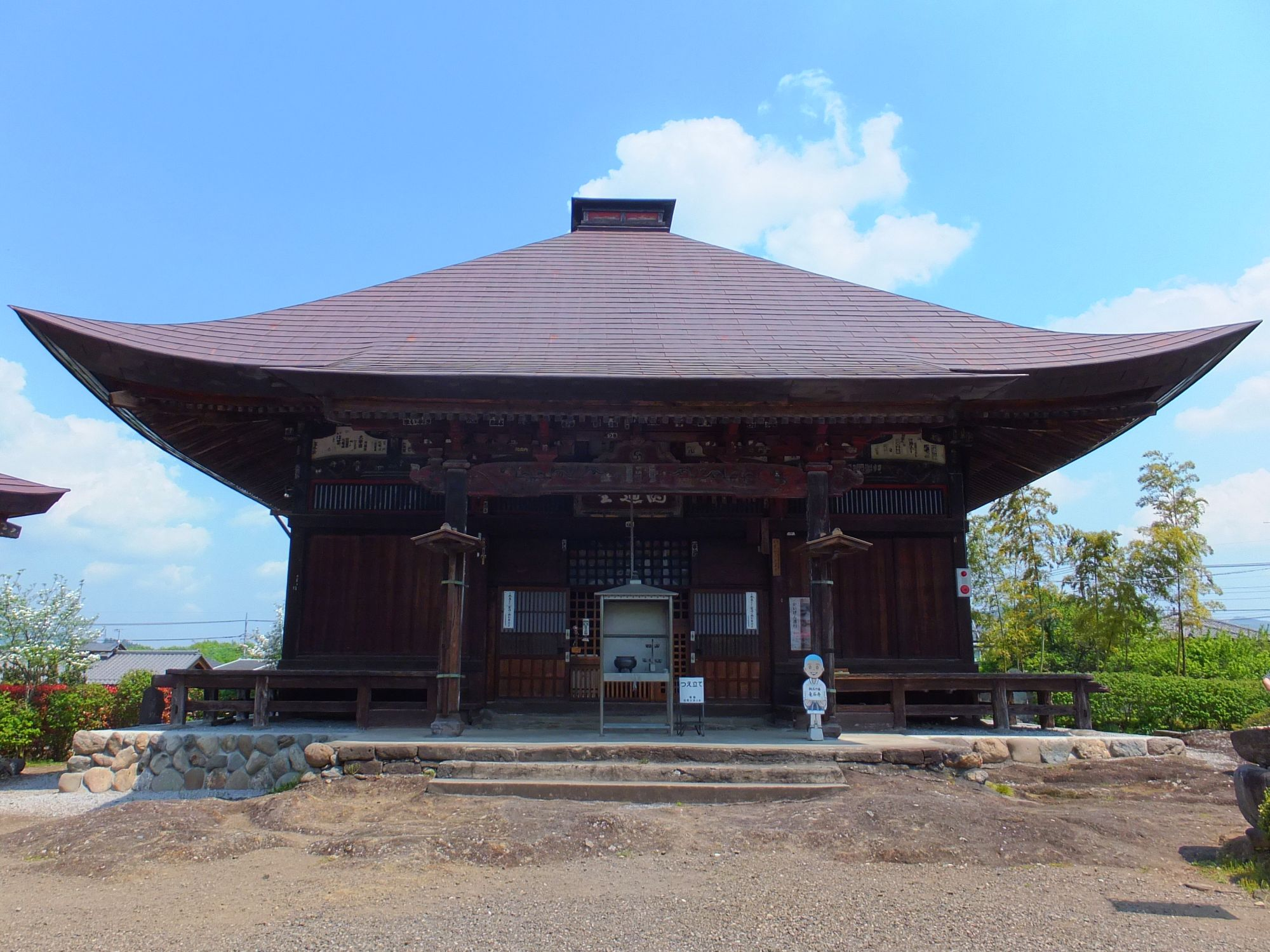
19番 龍石寺
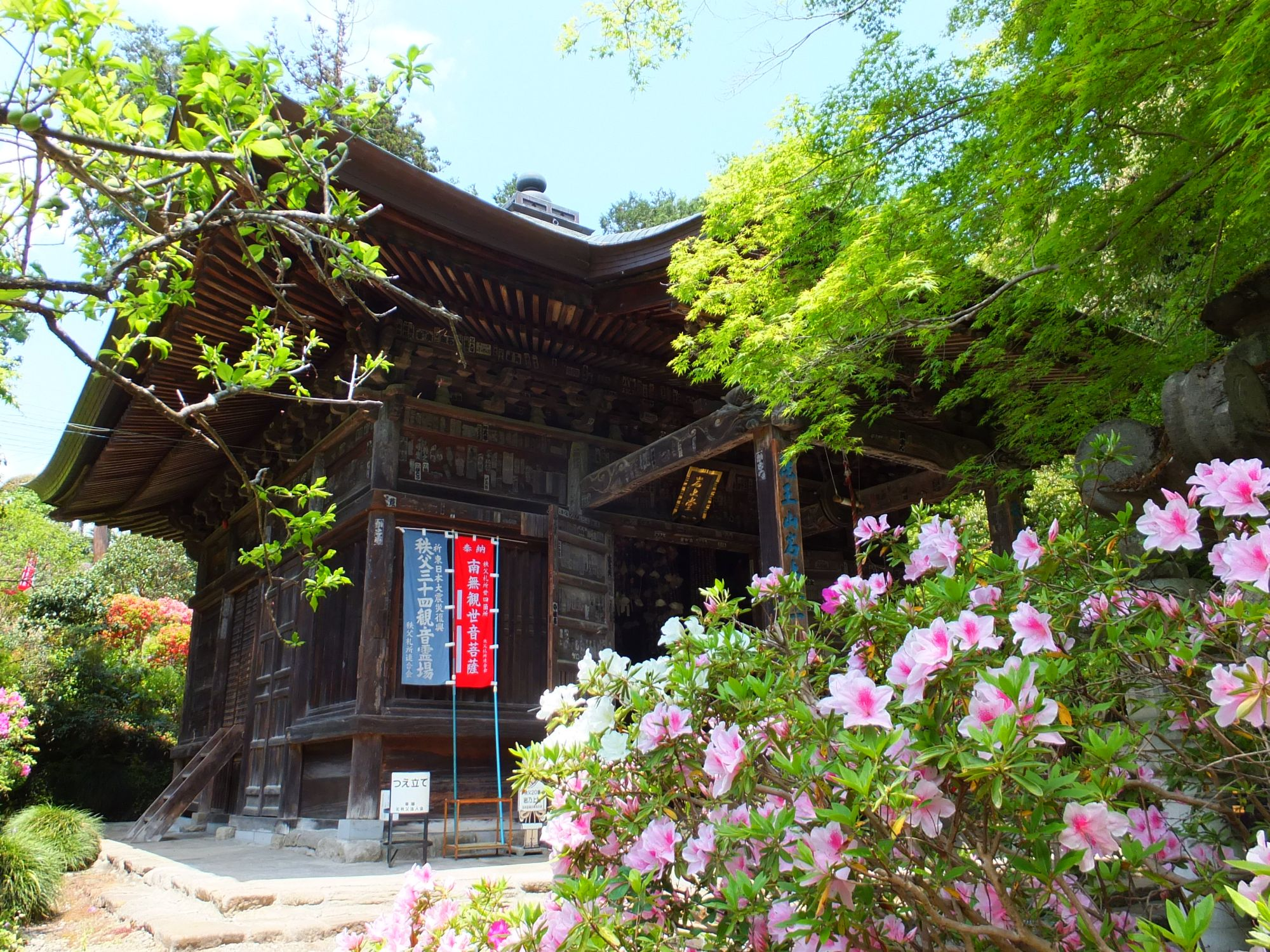
20番 岩之上堂
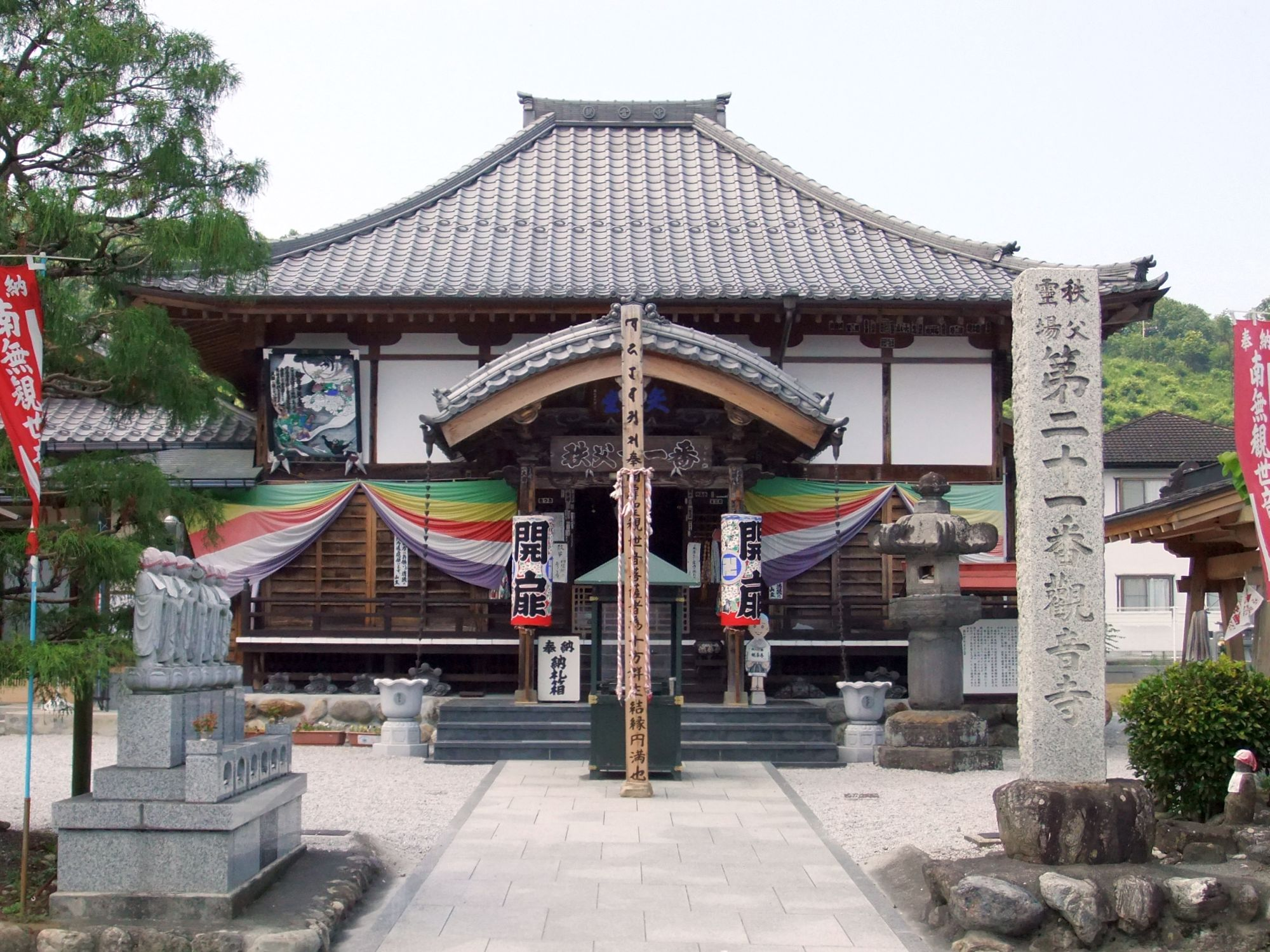
21番 観音寺
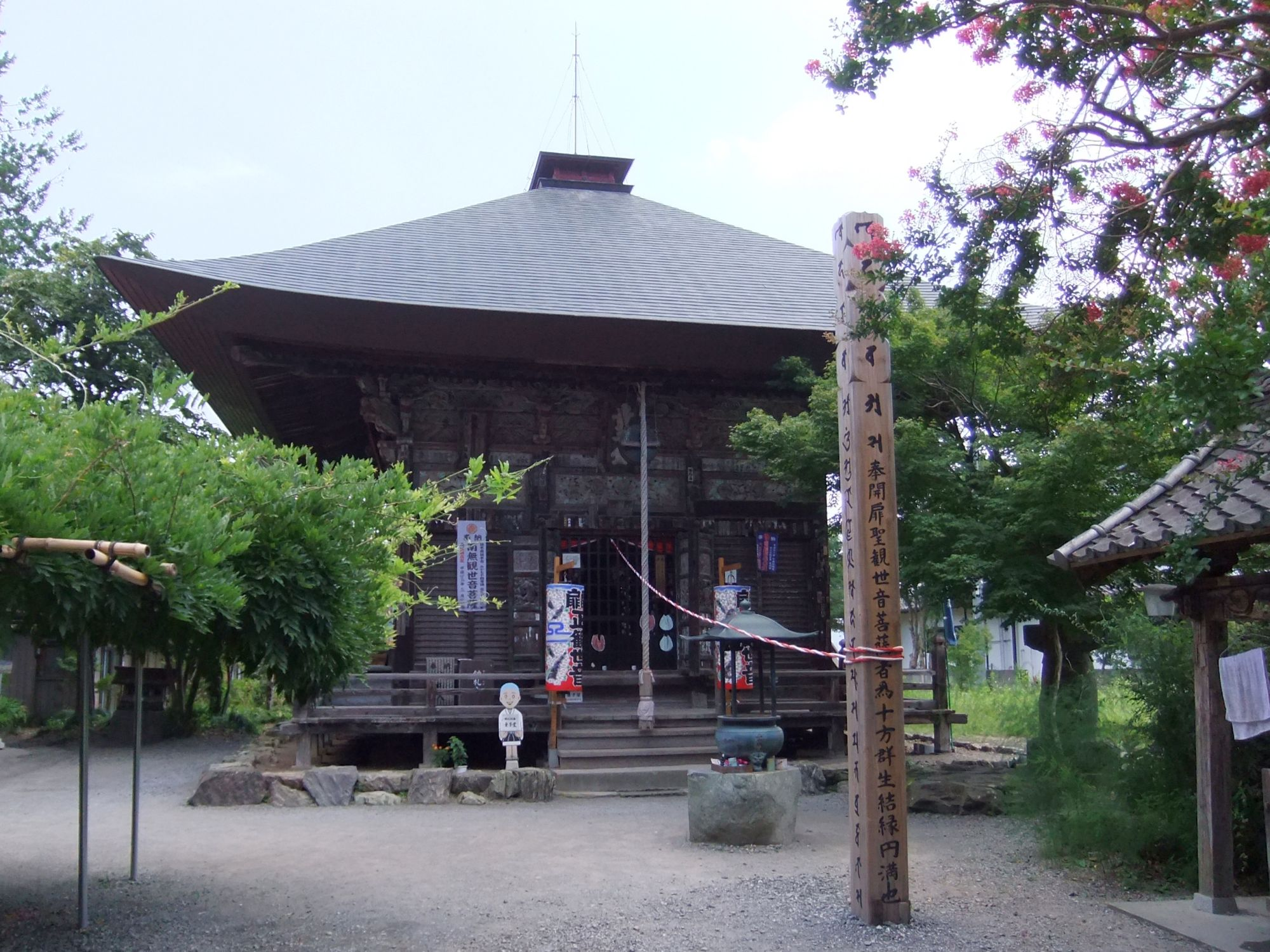
22番 童子堂
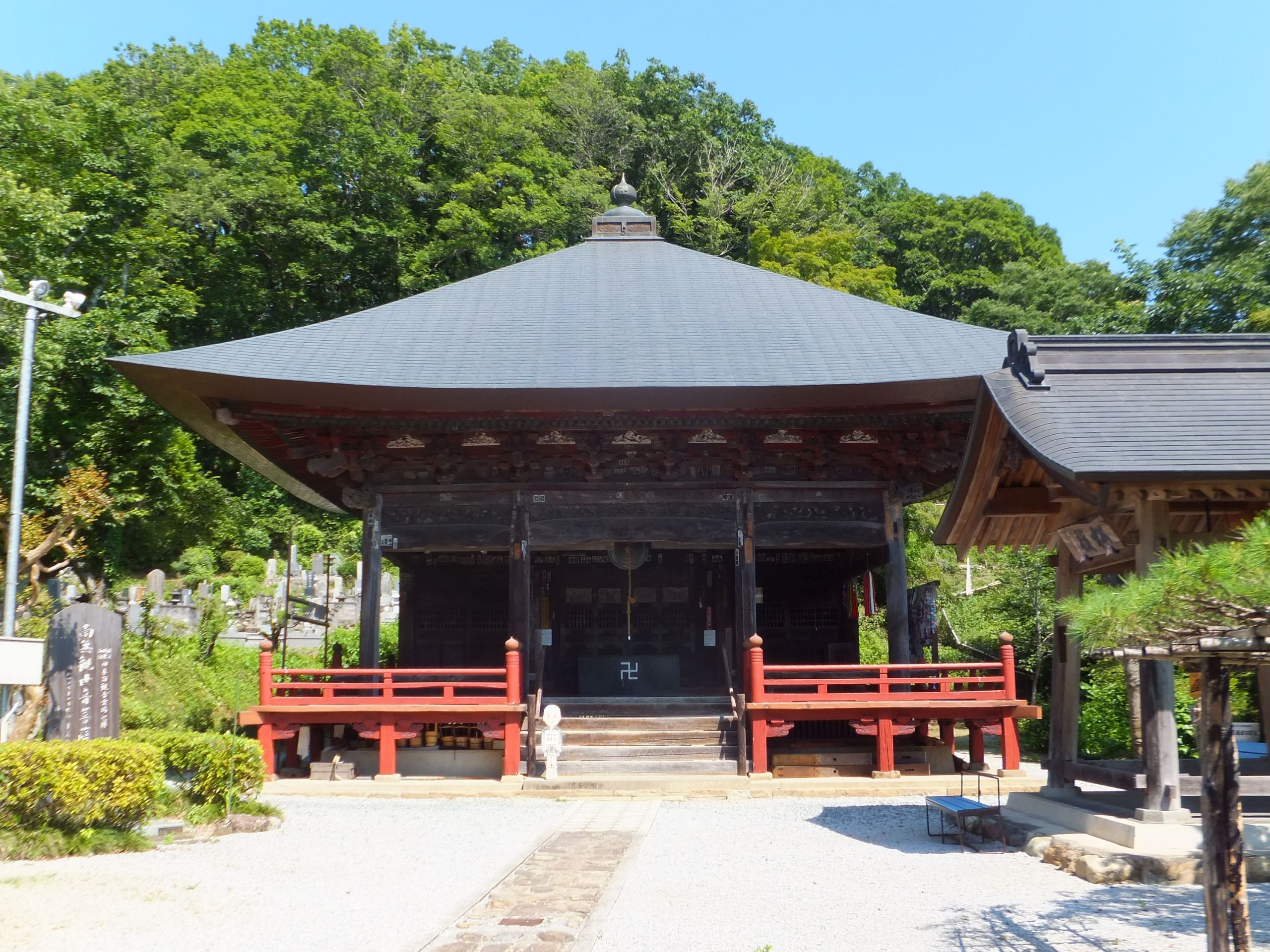
23番 音楽寺
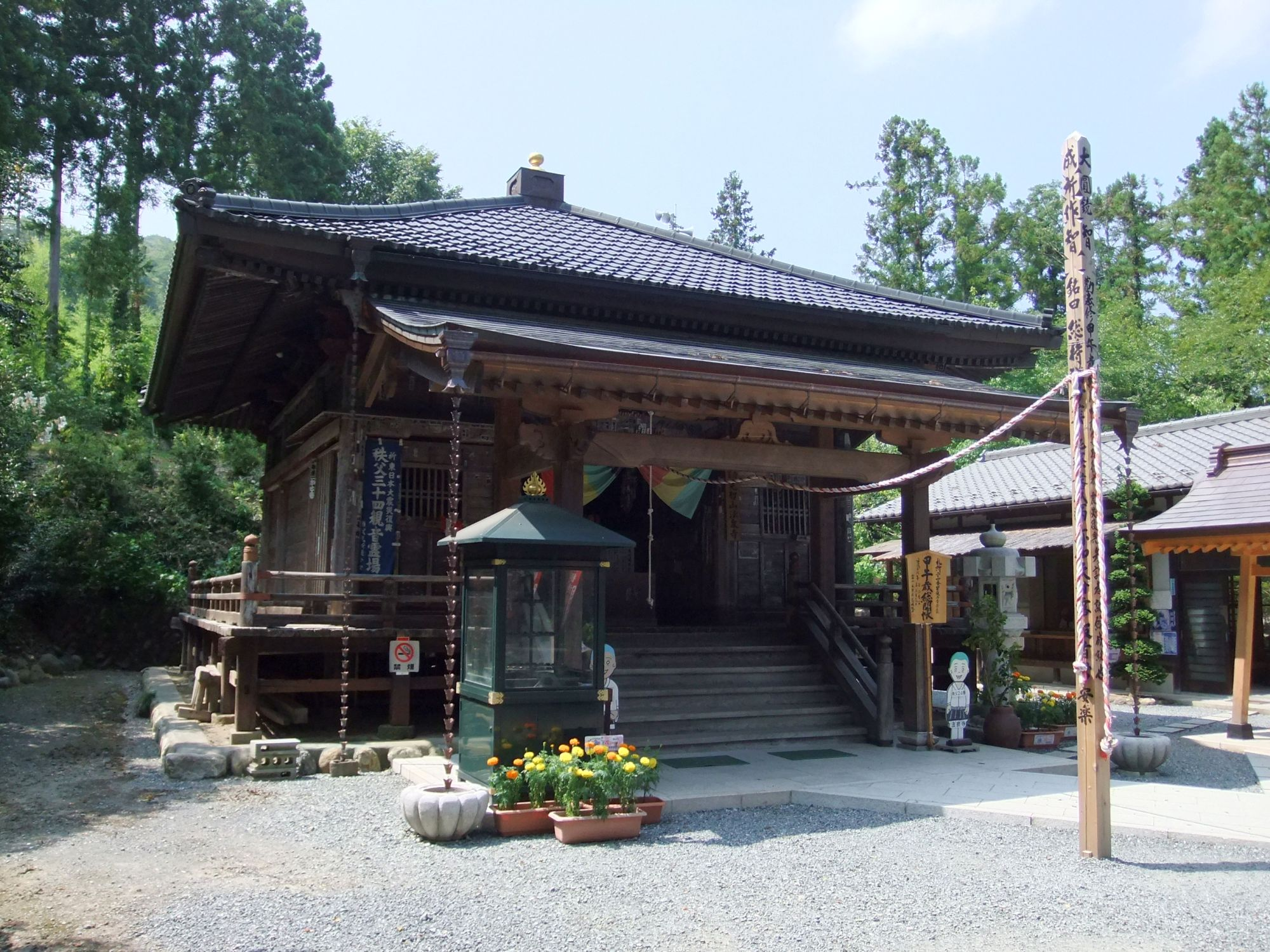
24番 法泉寺
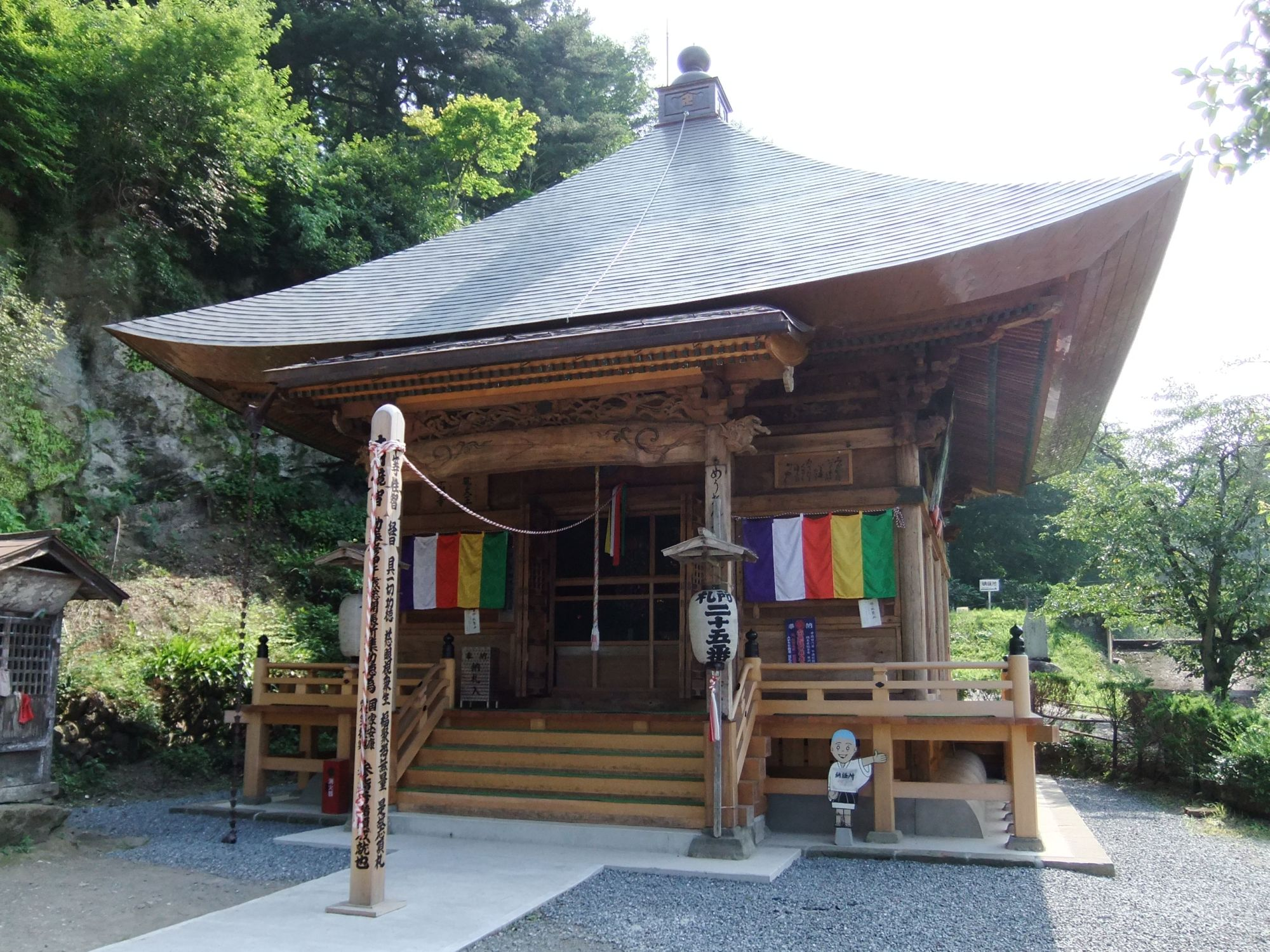
25番 久昌寺
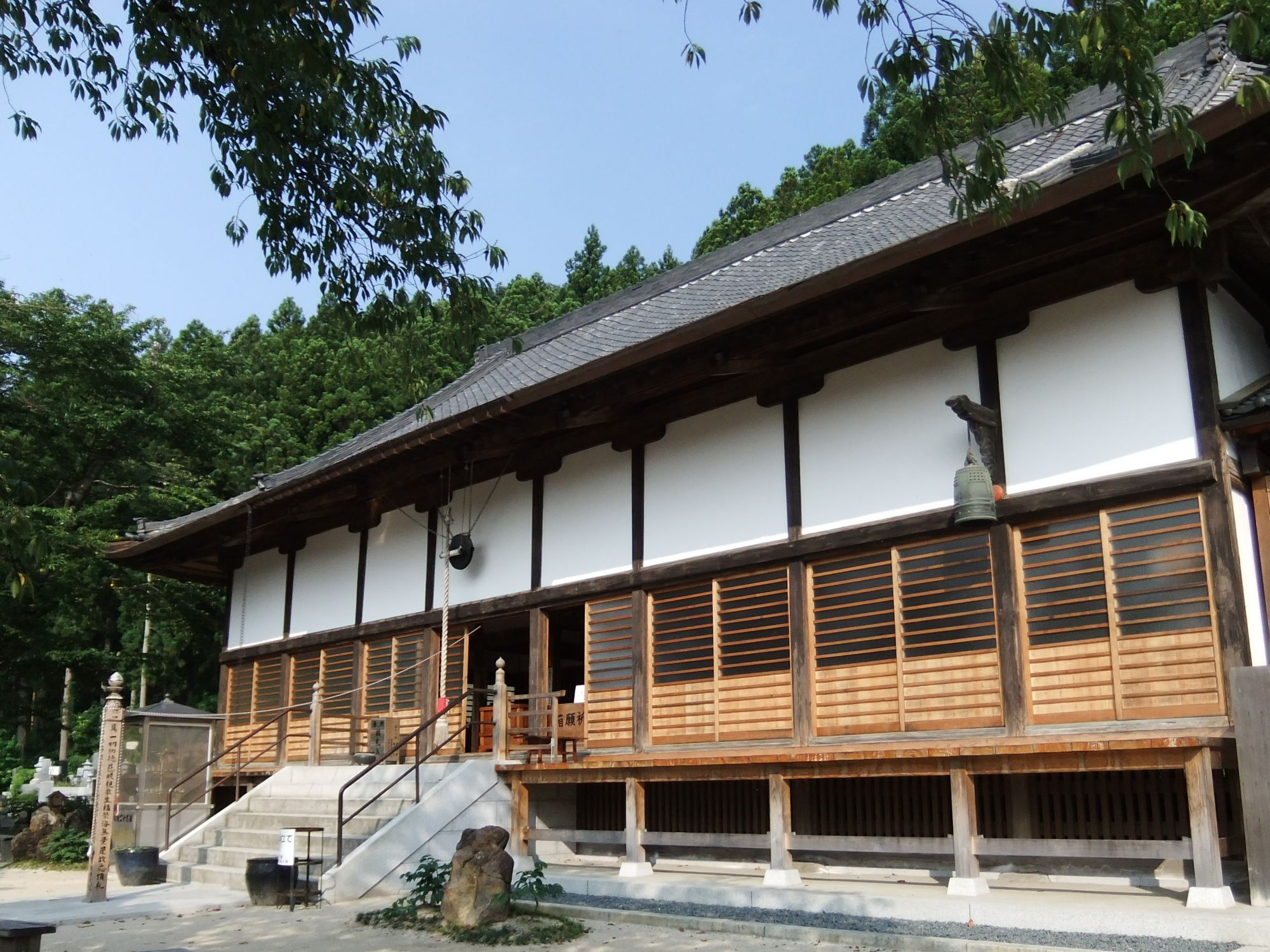
26番 圓融寺
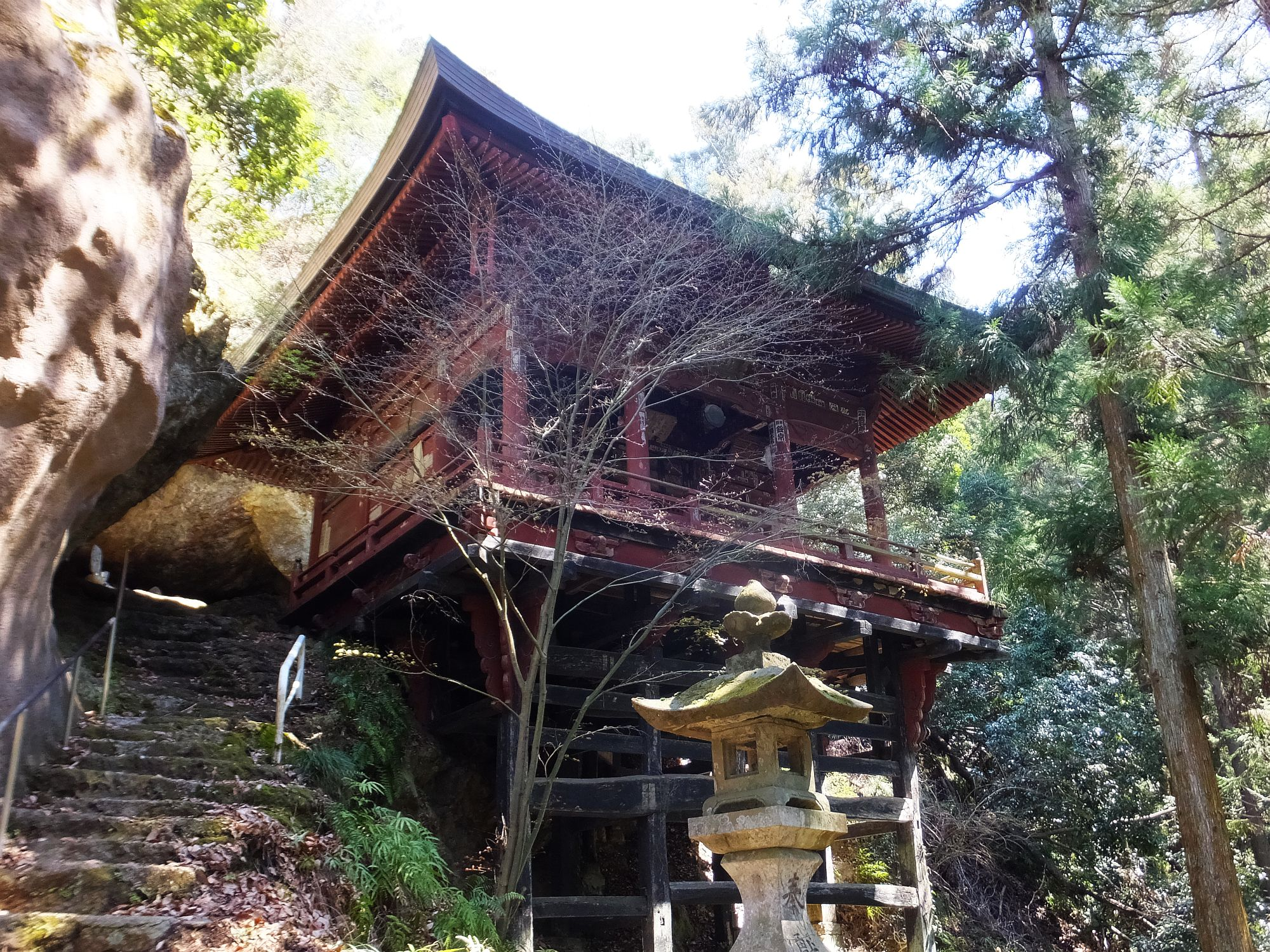
圓融寺 岩井堂
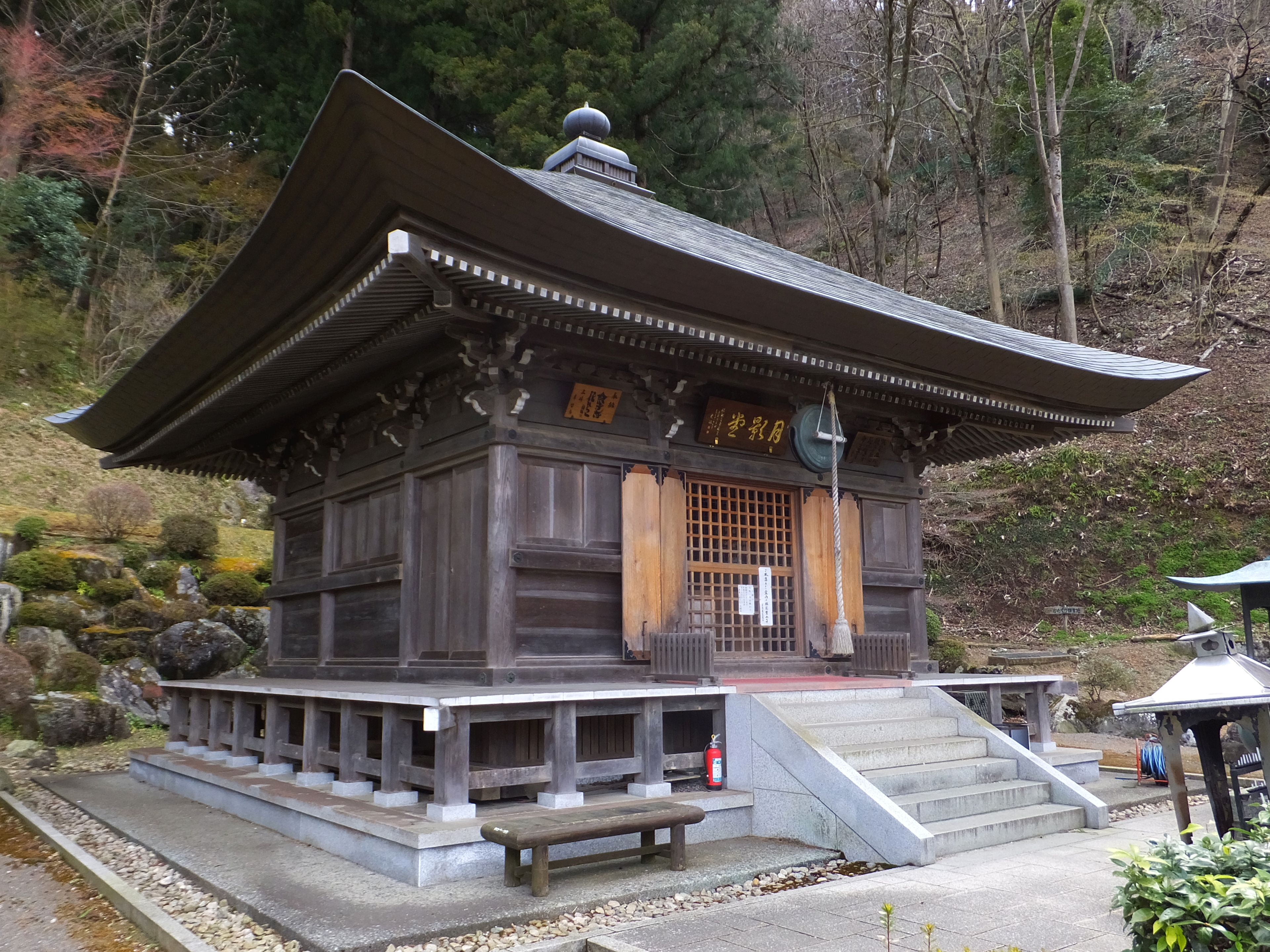
27番 大渕寺
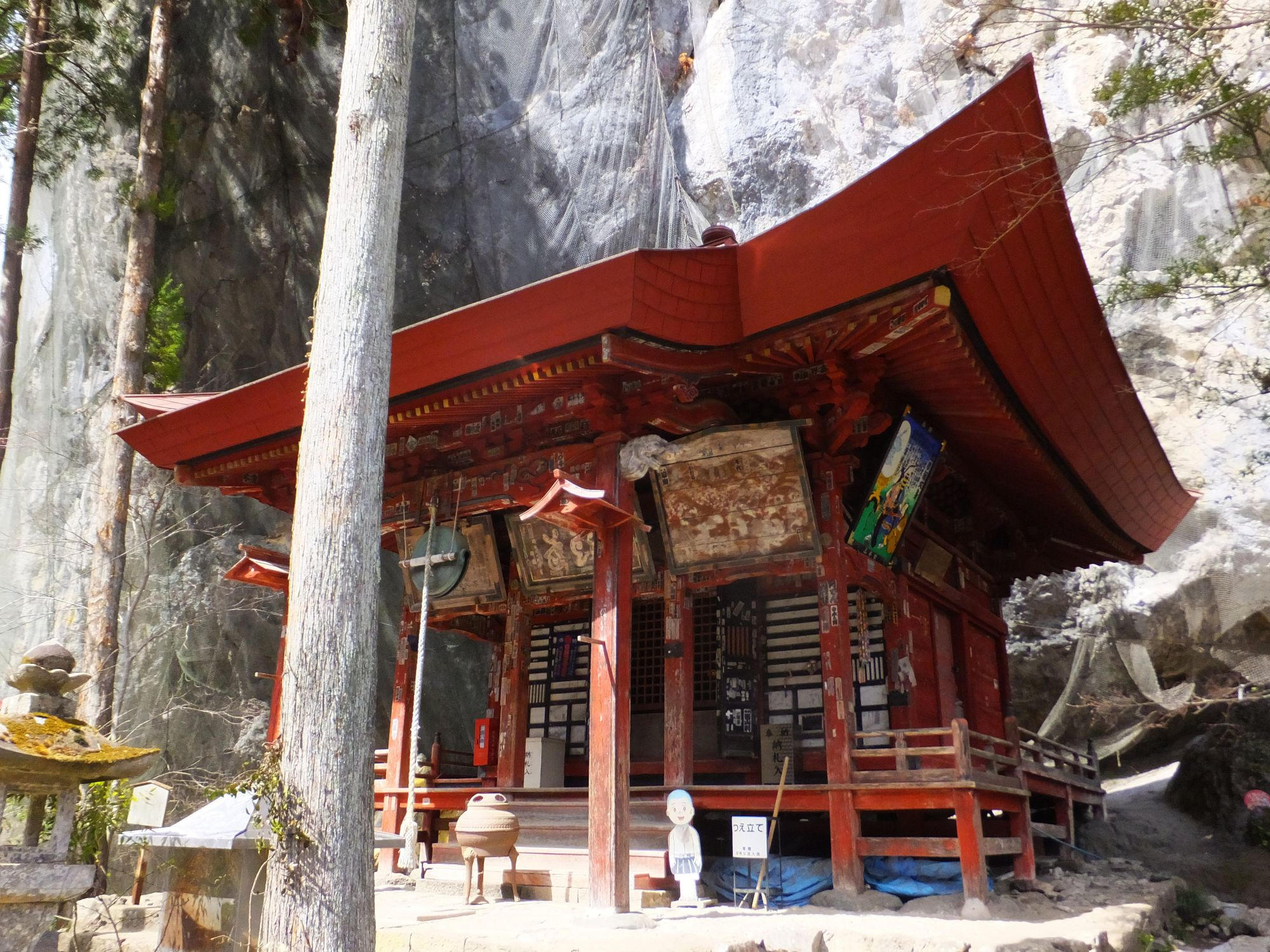
28番 橋立堂
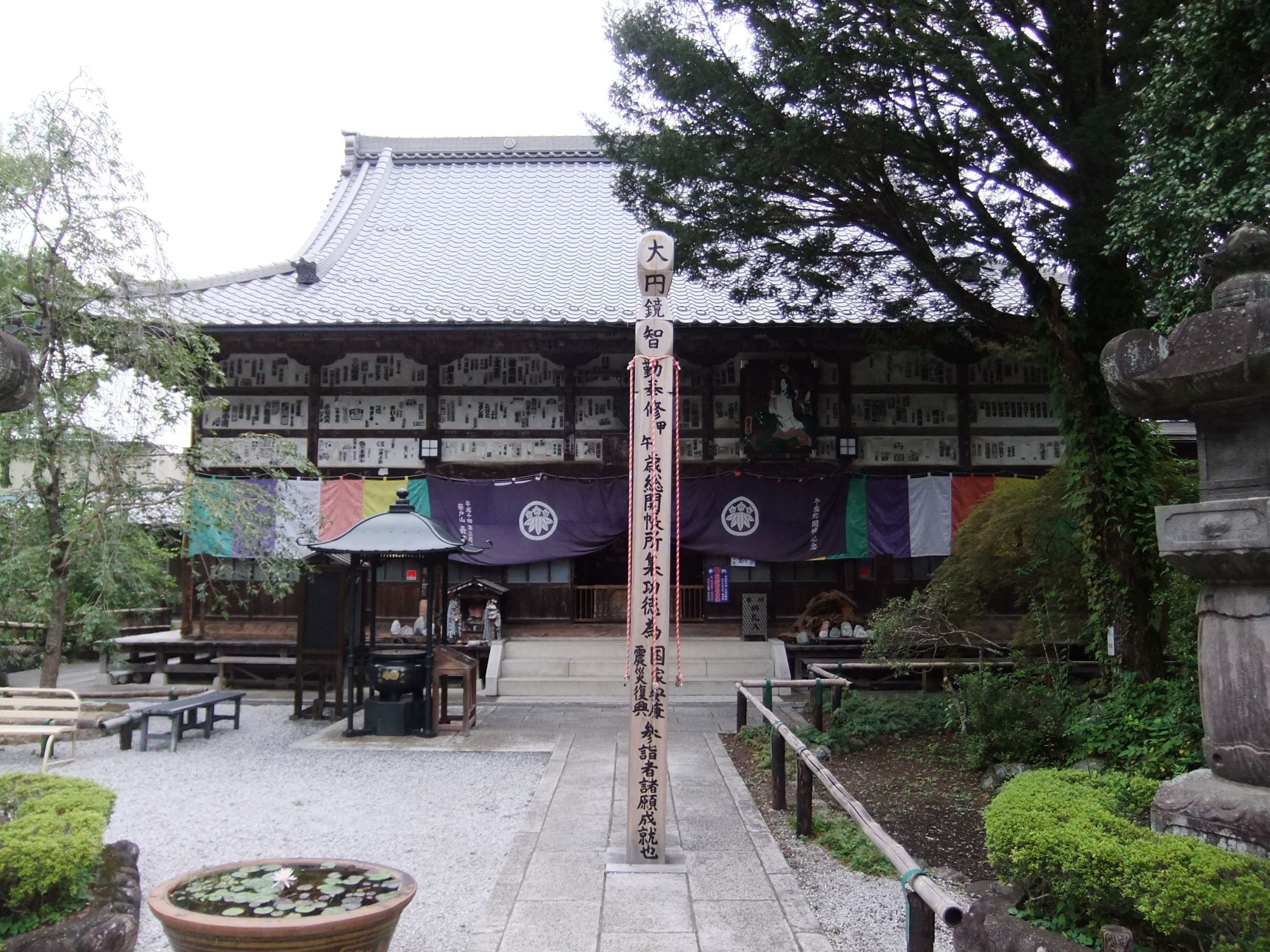
29番 長泉院
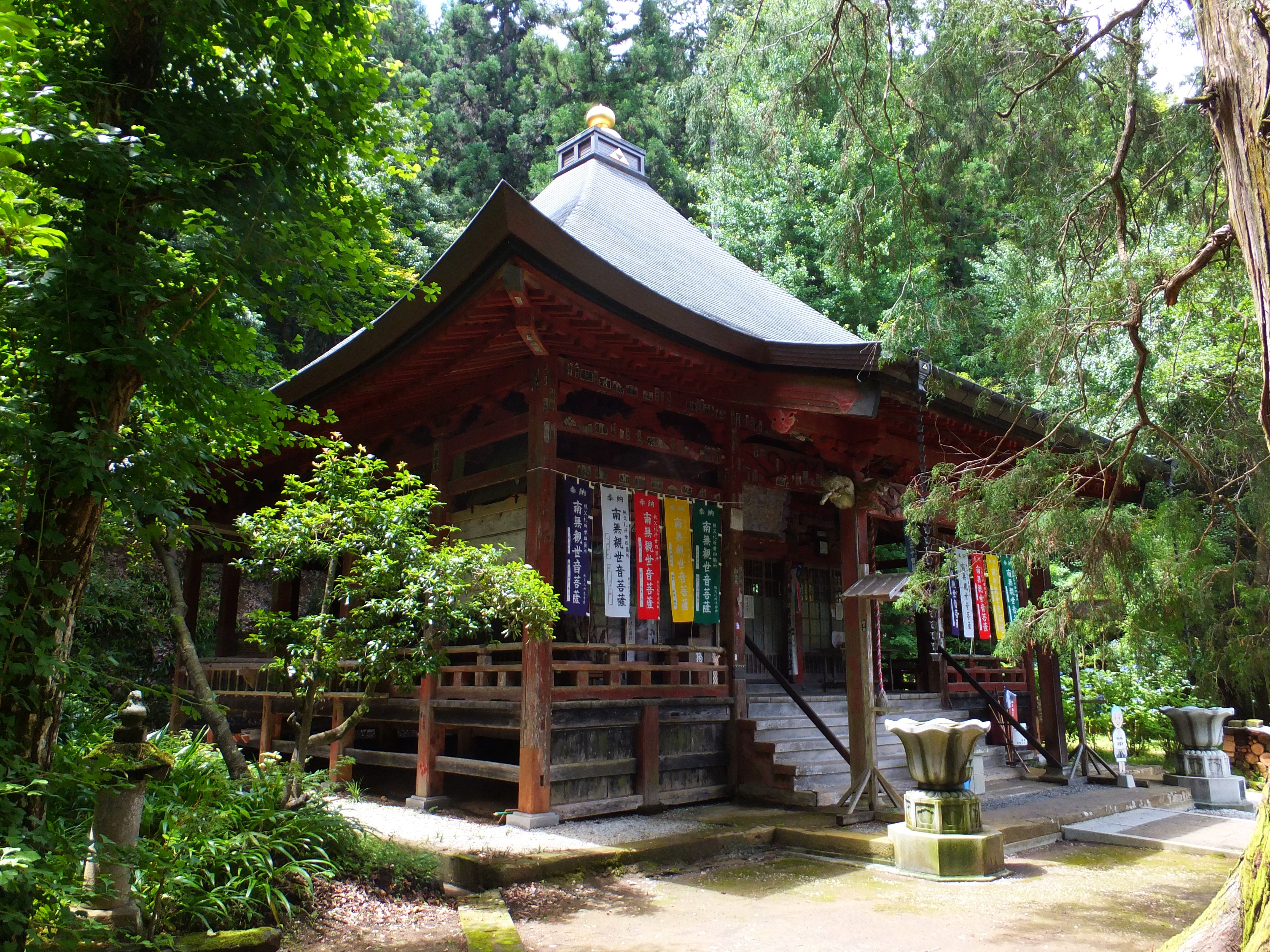
30番 法雲寺
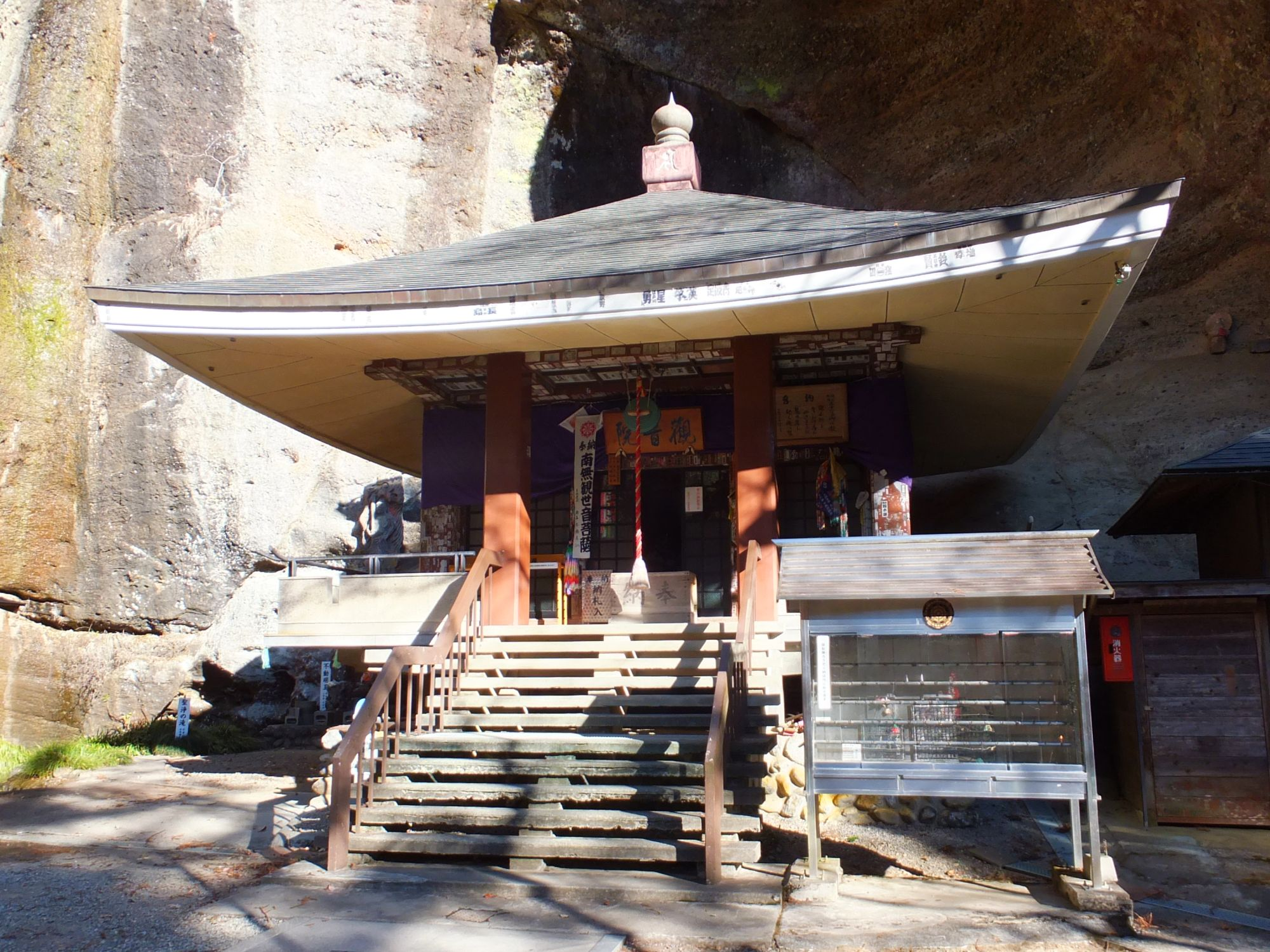
31番 観音院
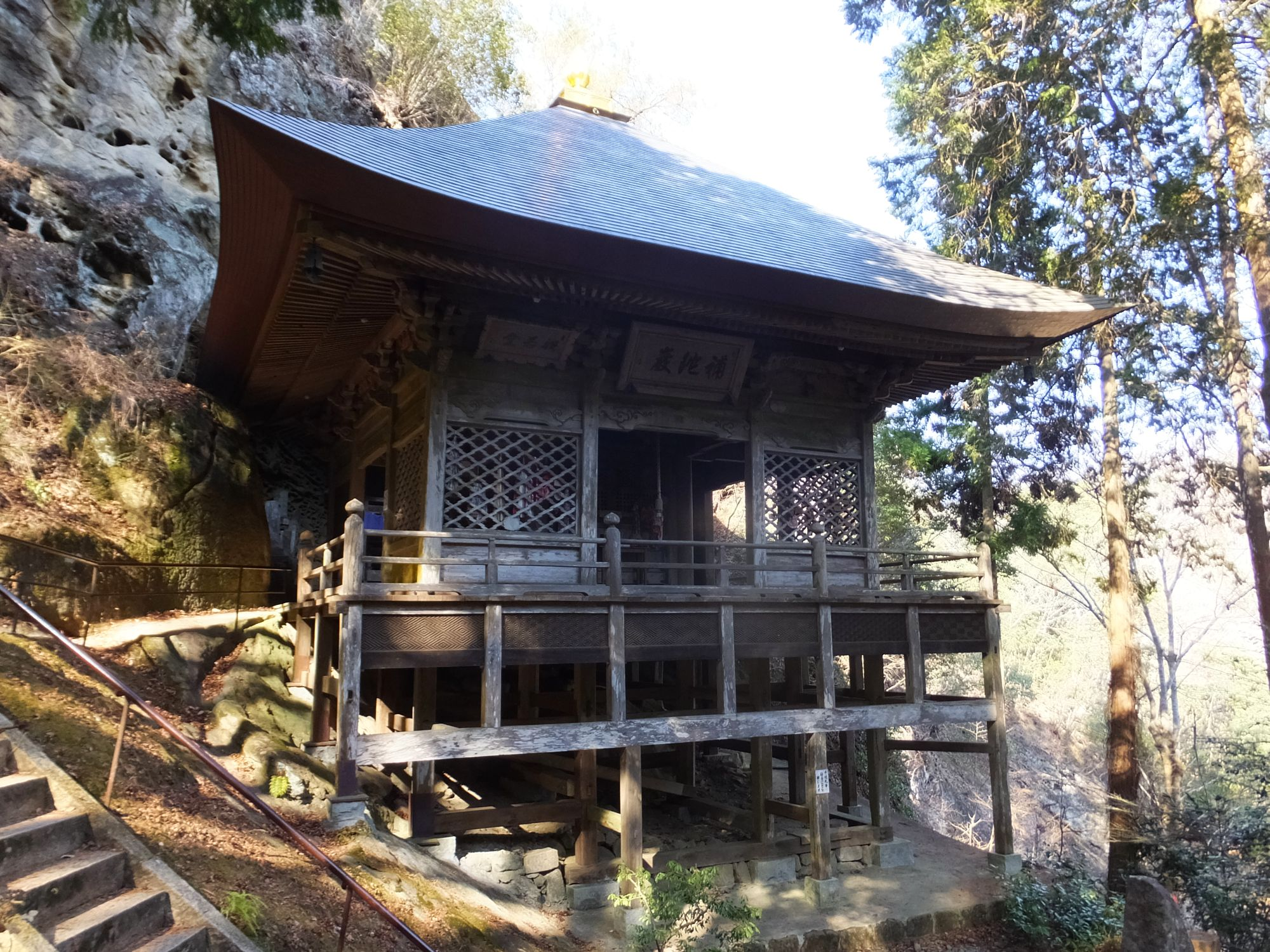
32番 法性寺
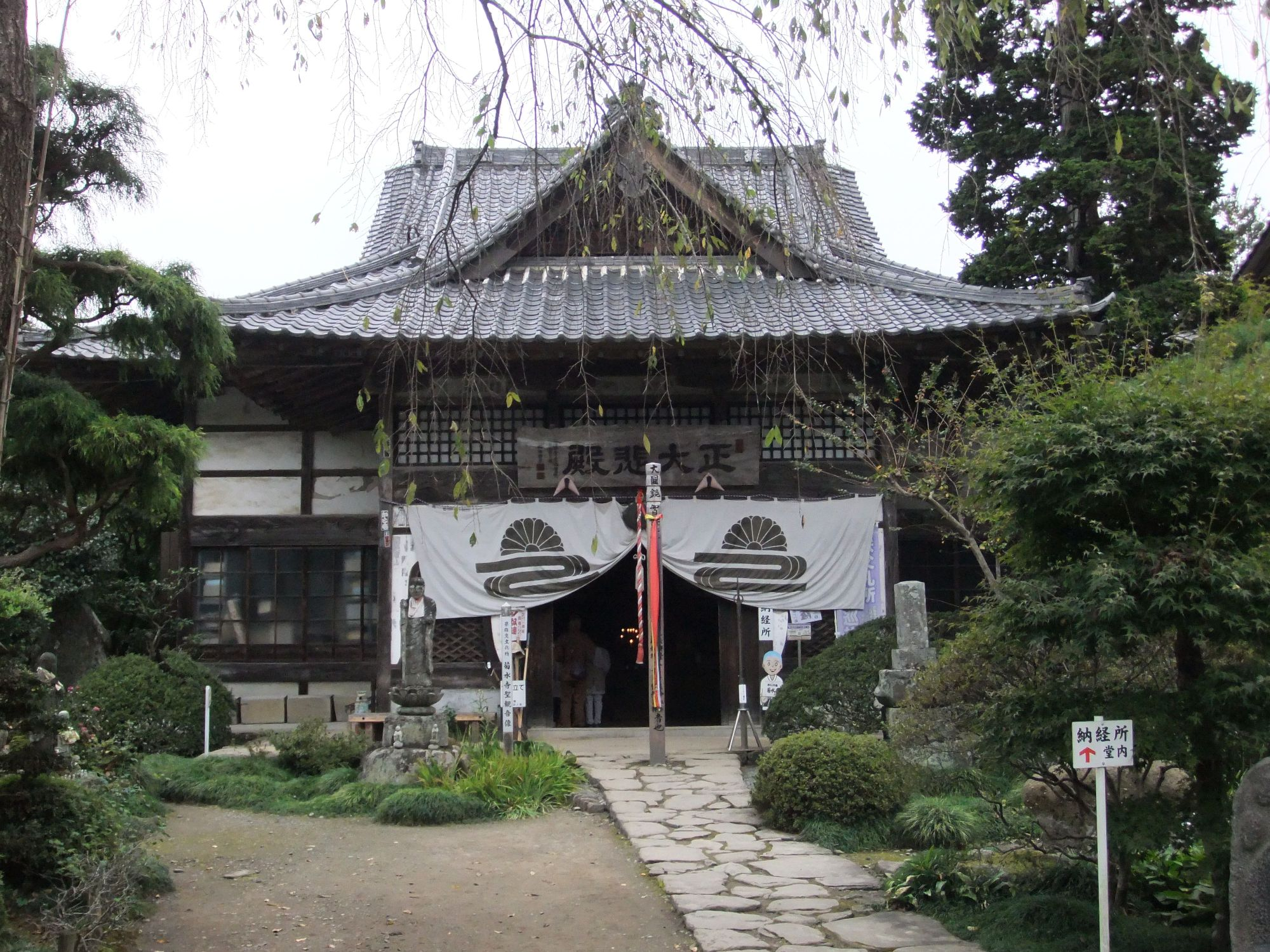
33番 菊水寺
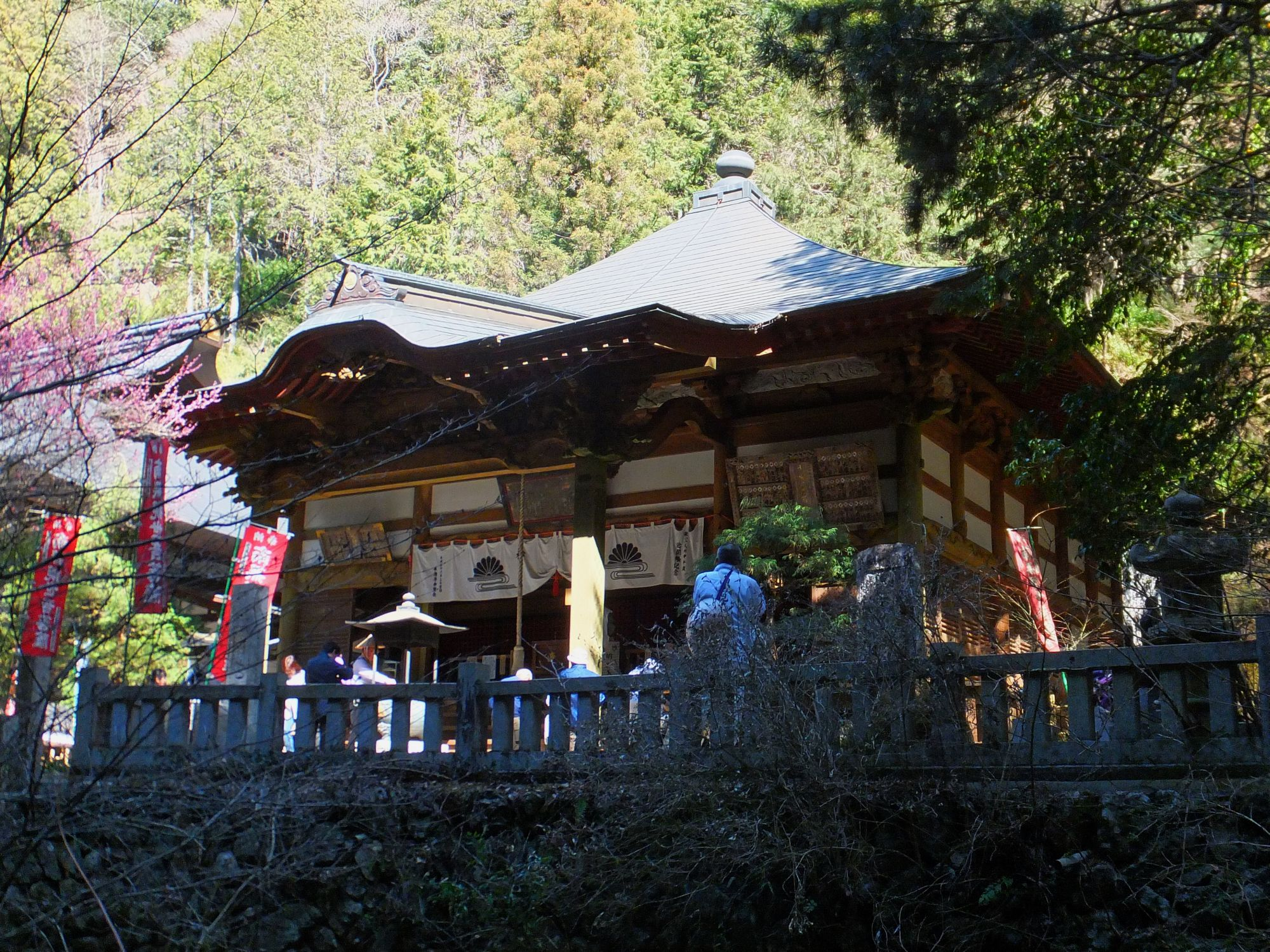
34番 水潜寺